# Fuerza Aérea Mexicana
La Fuerza Aérea Mexicana es la rama del aire en las Fuerzas Armadas de México y depende de la Secretaría de la Defensa Nacional. Se encarga de la defensa del espacio aéreo, el territorio y soberanía nacional, garantizar la seguridad interior e instrumentar el Plan DN-III-E en caso de desastres. 
Su Mando Supremo, y el único facultado para disponer de ella, de forma parcial y total, es el Presidente de México, quien ostenta la denominación de Comandante Supremo de las Fuerzas Armadas; no obstante, su administración está a cargo del General Secretario de la Defensa y su operatividad del Comandante de la Fuerza Aérea. Por ello, podrá en todo momento ser coordinada con alguna de las otras dos ramas de las fuerzas armadas, o cualquier autoridad policial, para el cumplimiento de sus misiones generales. Sus integrantes surgen del servicio militar voluntario y del servicio militar nacional, que es además su fuerza de reserva. La fuerza aérea cuenta con un total de 30 516 militares.
Esta es la única rama de las Fuerzas armadas mexicanas que ha participado en acciones bélicas fuera de territorio nacional en un conflicto externo. Esto ocurrió cuando el Escuadrón 201 se constituyó como Fuerza Aérea Expedicionaria Mexicana, y actuó en combate durante la batalla de Luzón, en el marco de la Segunda Guerra Mundial.

## Historia

### Revolución Mexicana
A finales de 1909 fueron enviados un capitán de ingenieros y un miembro del Estado Mayor del ejército mexicano al Colegio Armée de l'Air en Francia para estudiar el manejo de globos y dirigibles, pero al estallar la Revolución mexicana en 1910, ningún combatiente utilizó de forma directa aeronaves como medio de combate aéreo durante los primeros episodios de dicho acontecimiento. Sin embargo, después del exilio de Díaz, algunas aeronaves fueron utilizadas por parte de los revolucionarios para contrabandear armamento ligero y correspondencia a través de la frontera con Estados Unidos.
En México, los ejércitos rebeldes y federales utilizaron por primera vez el aeroplano en el cruento conflicto civil que estalló en 1910. La insurrección, encabezada por Francisco I. Madero, que acabó con la dictadura de Porfirio Díaz en mayo de 1911, no consiguió establecer la paz en México. Todo lo contrario, el gobierno revolucionario —primero en la forma de un régimen interino encabezado por Francisco León de la Barra y luego por Madero como presidente electo— se vio acosado de rebeliones. En el curso de uno de tantos eventos, encabezado por el exinsurrecto jefe chihuahuense Pascual Orozco, la columna federal mexicana, al mando del general Victoriano Huerta utilizó una pequeña unidad aérea con fines de patrullaje en su campaña contra el principal ejército rebelde en Chihuahua. Esta unidad consistió en un par de aviones monomotores Moissant Blériot XI, de 60 caballos de vapor uno y 100 el otro. Estas máquinas eran piloteadas por el aviador estadounidense John Héctor Worden y el piloto mexicano Francisco Álvarez, respectivamente. Como la máquina de Álvarez se accidentó durante un vuelo de práctica en las afueras de Torreón, realmente solo el avión de Worden llegó a participar en combate en alguna medida. El 1 de agosto de 1912 las fuerzas federales incorporaron a su reconocimiento y prácticas militares los pequeños monoplanos Bleriot XI.

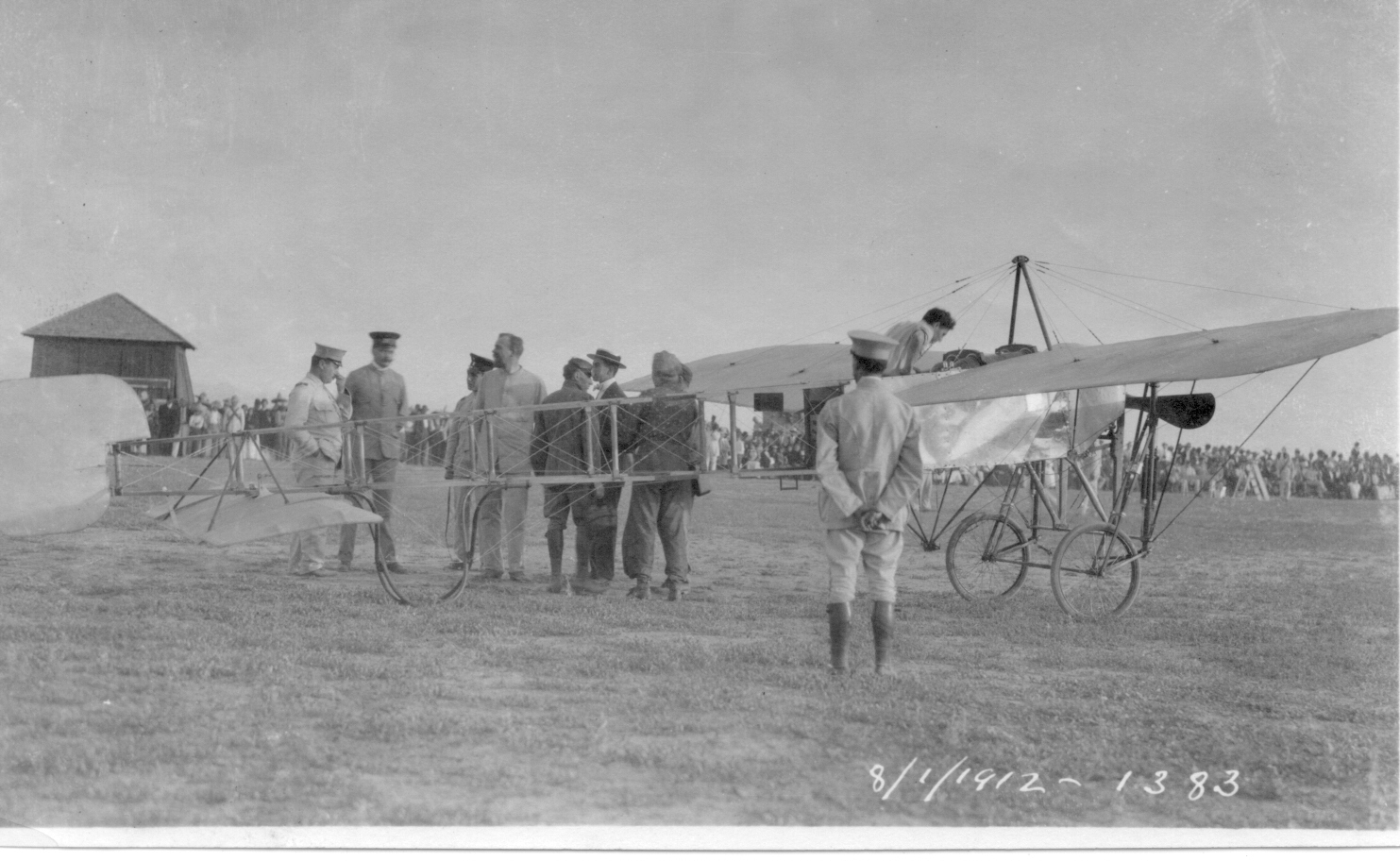
Bleriot XI en Torreón, 1 de agosto de 1912.

Pero no fue sino hasta que el ejército constitucionalista dio un fuerte golpe al gobierno de Huerta que se planteó la idea de formar una unidad aérea que tuviera un papel clave en los combates contra los soldados federales. En 1913 cuando el entonces gobernador de Coahuila, Venustiano Carranza formaba un nuevo ejército contra el gobierno de Huerta, influenciado por varios oficiales, incluyendo dos de sus sobrinos, para que utilizara aviones como medio de combate. Carranza aceptó y envió a sus dos sobrinos, Alberto y Gustavo Salinas junto con los hermanos Juan Pablo Aldasoro Suárez y Eduardo Aldasoro a la escuela Moisant International en Nueva York a estudiar aviación. Concluidos sus estudios, regresaron a México. Al estallar de nuevo un conflicto armado, se unieron a las filas del ejército como tenientes de artillería, puesto que el ejército no contaba con aviones en ese momento.
Unos meses más tarde, agentes del gobierno mexicano viajaron a Los Ángeles y adquirieron un biplano tipo Martin. El aeroplano aún en cajas y sin armar llegó vía ferrocarril a Tucson, sin embargo, el gobierno de Huerta había sido alertado de la compra de dicho avión. La embajada de México en Washington contactó con las autoridades de Tucson y los estadounidenses embargaron el avión, pero el 16 de mayo los constitucionalistas, con ayuda de contrabandistas estadounidenses, robaron las cajas y las introdujeron a México. Las cajas fueron enviadas a Hermosillo, con el aparato aún sin ensamblar.

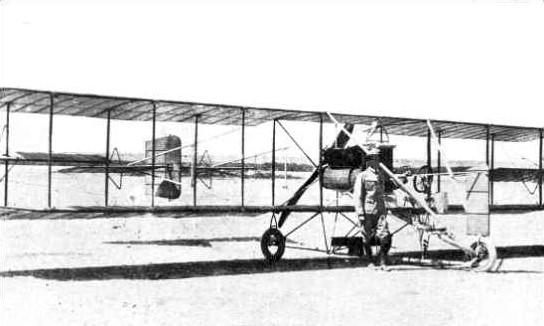
El Sonora. Avión de tipo Martin. México, 1913.

Después de que el aparato fuera armado y concluidos algunos vuelos de práctica, la aeronave fue bautizada con el nombre Sonora, hecho que fundó la Flotilla Aérea del Cuerpo del Noreste. A continuación, el avión fue transportado vía ferrocarril a Guaymas, lugar aún bajo el control de los huertistas. El Sonora fue utilizado para lanzar propaganda y pequeñas bombas sobre las filas enemigas, aunque no consiguieron causar mucho daño. Al mismo tiempo ayudó en labores de observación para obtener información acerca de los movimientos de los huertistas, algo muy difícil de hacer por tierra.
El 14 de abril de 1914 se efectuó un ataque aéreo cuando el piloto Gustavo Salinas, piloteando el avión Sonora, lanzó bombas sobre el buque huertista Guerrero cerca del puerto de Topolobampo, Sinaloa. Aunque ninguna de las bombas dio en el blanco, obligó al buque enemigo a regresar a mar abierto, lo que permitió que las tropas de Carranza tomaran el puerto, la ciudad de Guaymas y tomaran el buque Tampico para utilizarlo contra los huertistas. Hoy se conoce a ese enfrentamiento como la batalla de Topolobampo, que fue el primer combate aeronaval en la historia de México.
En mayo del mismo año Obregón avanzó hacia Mazatlán y el avión bombardeó la ciudad, destruyendo dos cañones navales y ocasionando varias bajas al ejército huertista. Sin embargo, las bombas también alcanzaron a varios civiles e hirieron al embajador francés. Los ataques aéreos por parte del Sonora fueron bastante efectivos al destruir los puestos de mando huertista en Hermosillo. A mediados de mayo de 1914, el avión sufrió un cabotaje al aterrizar y fue destruido, lo que marcó así el final de la 'Flotilla aérea del Cuerpo del Noreste'.

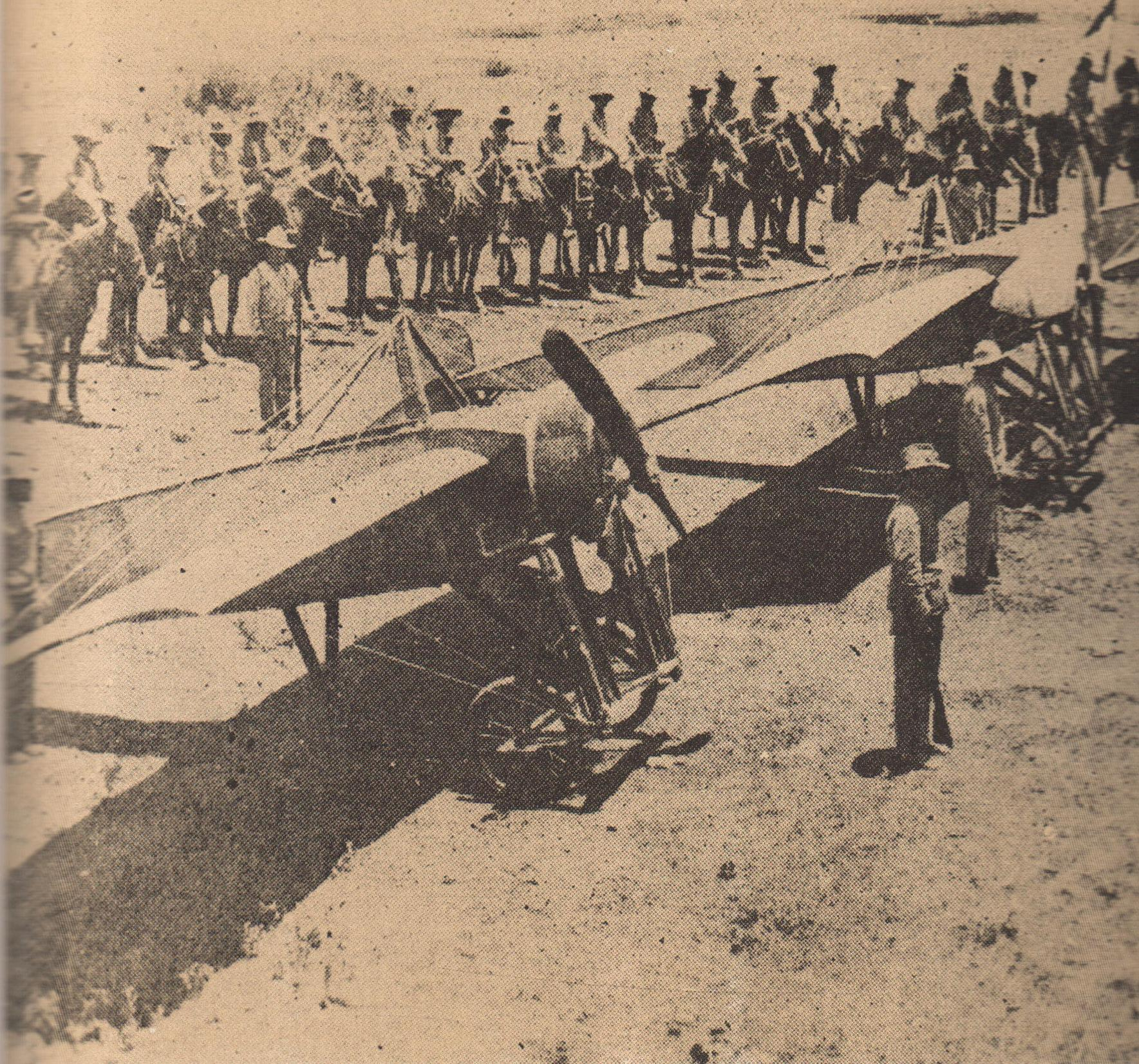
Aeronaves del Arma de Aviación Militar, 1915.

En enero de 1915 algunos funcionarios de Carranza reorganizaron a varios pilotos, reunieron varias aeronaves y se formó la 'Flotilla Aérea del Ejército Constitucionalista'. El primer combate en el que participó dicha unidad fue el 5 de enero de 1915 en la ciudad de Puebla contra los zapatistas: bombardearon el Fuerte Loreto y ocasionaron varias bajas. Después de esta batalla la flotilla fue trasladada a Veracruz. El 5 de febrero de ese mismo año la rama aérea del Ejército Constitucionalista fue decretada oficialmente Arma de Aviación Militar por el general Venustiano Carranza.
El 15 de noviembre se inauguraron los Talleres Nacionales de Construcciones Aeronáuticas (TNCA) y la Escuela Nacional de Aviación; instalaciones que permitirían construir aeronaves y motores en México y preparar a los pilotos aviadores para tripularlas. La TNCA construyó en México los aviones series “A”, “B”, “C”, “E”, “G” y “H”, esta última con notables avances tecnológicos. La naciente industria aeronáutica en México produjo importantes avances en la ingeniería aeronáutica de esa época, incluyendo la Hélice Anáhuac que llegó a emplearse en varias partes del mundo y a los aviones de las series “A” y posteriores, se les colocaron motores Aztatl y México SS, los cuales dieron un magnífico rendimiento.
Entre 1915 y 1920, la FAM asistió al gobierno de Carranza con misiones de combate y observación contra las fuerzas del rebelde Manuel Peláez, que tenía un sólido control sobre los campos petroleros de la región Huasteca.

### Conflictos de 1920 a 1940
En agosto de 1920, el presidente interino Adolfo de la Huerta contrató a tres famosos pilotos extranjeros veteranos de la Primera Guerra Mundial para entrenar pilotos mexicanos en tácticas modernas y organizar una fuerza aérea independiente y funcional. Los instructores extranjeros eran el estadounidense Ralph O'Neill, el alemán Fritz Bieler y el francés Joe Ben Lievre. Ralph O'Neill fue designado instructor en jefe de la Escuela Militar de Aviación y con el general piloto aviador Gustavo Salinas conducen misiones de combate. Los instructores Mexicanos fueron Alberto Salinas Carranza, Horacio Ruiz Gaviño, los hermanos Juan Pablo y Eduardo Aldasoro Suárez y Alfonso Virgen Meza.

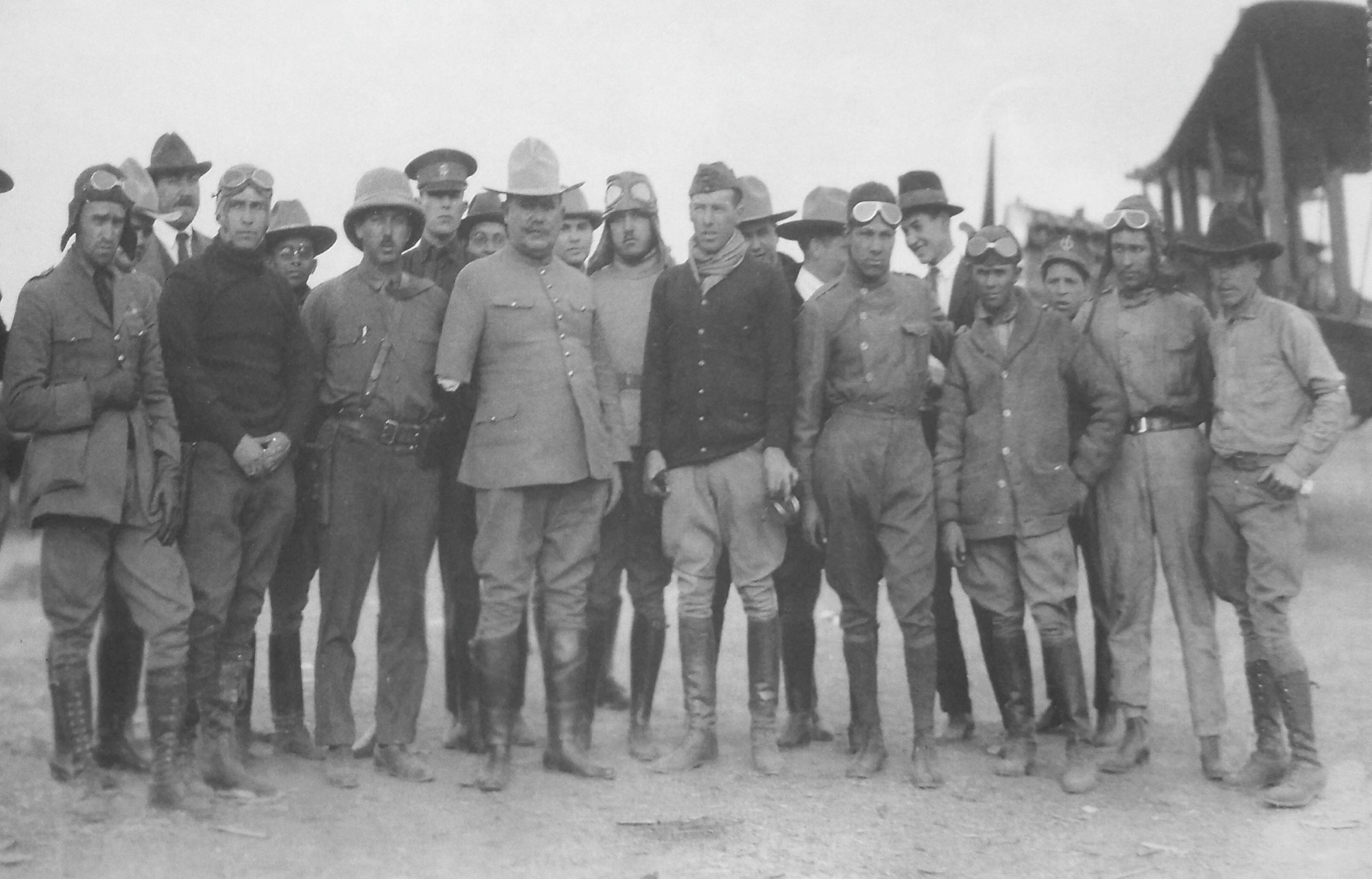
General ONeill con Presidente Obregón

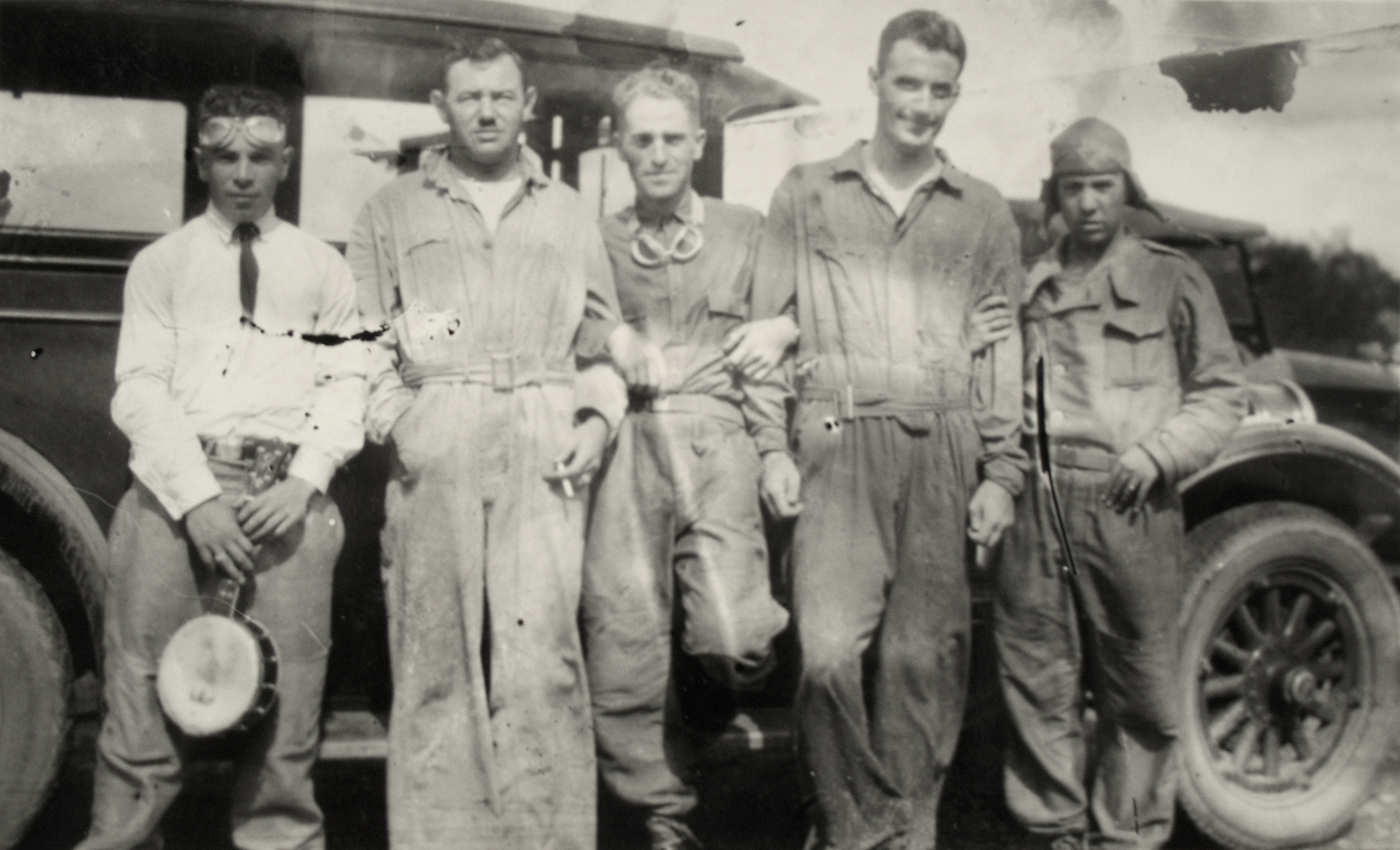
Alfredo Lezama Álvarez, Rafael Ponce de León y Luis Farell Cubillas en el centro; A la extrema derecha está Eliseo Martín del Campo (1924).

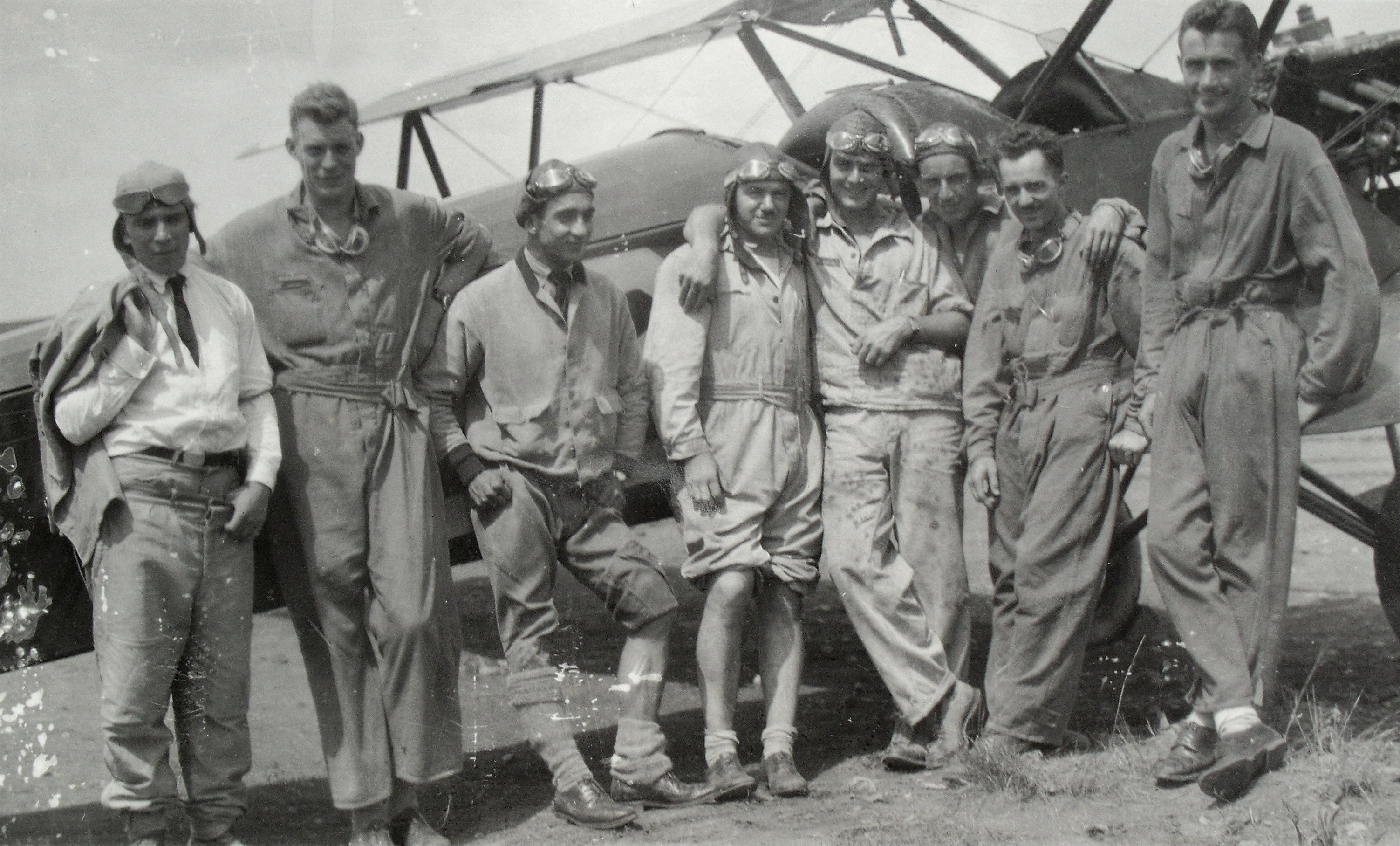
Alfredo Lezama Álvarez, X, Eliseo Martín del Campo, seguido de Rafael Ponce de León; el séptimo es Roberto Fierro. 1924.

Esta era una época en la que dada la escasez producida por la guerra en Europa, México poseía solamente 18 aviones: cuatro biplanos Brown Special y algunos TNCA hechos en México. Así mismo, en mayo de 1920 México adquirió trece bombarderos bimotor Farman F-50. El coronel O’Neill reportó al general Plutarco Elías Calles que la mayoría de la flota disponible (13 aviones en servicio y 5 en reparación) debía ser reemplazada ya que no podía seguirse usando por ser obsoleta y desgastada. O'Neill entonces adquirió aviones ingleses Avro 504K y 504J, los cuales serían después fabricados en México con el nombre de Avro Anáhuac. O'Neill fue el primero en introducir el término "Fuerza Aérea Mexicana" (FAM) nombrando a la organización como tal. El siguiente paso para la infraestructura fue la formación de escuadrones clasificados de combate, bombardeo, observación y reconocimiento, así como la descentralización de las unidades de la Fuerza Aérea en todo el país. Durante 1923 y 1929, México se vio envuelto en varias insurrecciones de tipo religioso, territorial y militar, por lo que se requirió que la FAM se desplazara rápidamente por todo el país para dar apoyo al ejército federal.
El 7 de diciembre de 1923 por parte del expresidente Adolfo de la Huerta, se dio un golpe militar conocido como rebelión delahuertista contra del gobierno de Álvaro Obregón, tomando como argumentos el Tratado de Bucareli y que Obregón pretendía llevar a la presidencia al general Plutarco Elías Calles. La situación fue extremadamente crítica porque junto con Adolfo de la Huerta, se sublevó aproximadamente el sesenta por ciento del ejército nacional. La desventaja numérica de las fuerzas federales frente a la preponderancia militar de los delahuertistas se vio equilibrada y superada gracias a la nueva estrategia aérea y que el gobierno consiguió la venta de armas, aviones y pertrechos que autorizó el gobierno estadounidense. Ya empezados los combates, México recibió los aviones Airco DH.4 con motor Liberty, armados con ametralladoras Lewis y Vickers y capaces de llevar bombas.
El 29 de enero de 1924 se trabó la batalla decisiva que marcó el declinar de los levantados en la estación de Esperanza, situada en los límites entre Puebla y Veracruz, en la que salieron vencedoras las fuerzas federales. De aquí en adelante los delahuertistas fueron derrotados en todas las batallas. Cayó Córdoba y después Orizaba. Poco después cayó el puerto de Veracruz, de donde el 5 de febrero salió huyendo De la Huerta rumbo al puerto de Frontera, Tabasco, para después embarcarse hacia La Habana con destino a los Estados Unidos. El desempeño de la Fuerza Aérea en este golpe militar fue decisivo para derrotar a los rebeldes.
Cuando el presidente Plutarco Elías Calles impulsó la creación de la Iglesia Católica Apostólica Mexicana, independiente de Roma, se desató un conflicto que, particularmente en las zonas rurales del país, llevó a una guerra civil conocida como la guerra cristera que se extendió de 1926 a 1929. Simultáneamente, durante 1926 a 1927, la FAM contraatacó a rebeldes armados yaquis en las montañas del estado de Sonora.
En mayo de 1927, mientras Obregón parecía imponer la presidencia a Calles, el general Arnulfo R. Gómez se declaró en rebeldía contra Calles y Obregón. Sus bases de operaciones fueron Puebla y especialmente Veracruz, donde llevó cerca de 2000 soldados federales desertores. Los EE. UU. enviaron a México más aviones militares para contener las rebeliones internas. Una vez modernizada la FAM, el golpe militar fue sofocado.
El 3 de marzo de 1929 estalló otro golpe militar llamado Rebelión escobarista o "Rebelión Renovadora", encabezado por el general José Gonzalo Escobar. En esas fechas, los aviones de combate de la FAM consistían en gastados y baleados Bristol Fighter F-2B, Bristol Boarhound, Airco DH.4 y un Douglas O-2C lo cual no era adecuado para contrarrestar el poder de Escobar.
En este contexto, el gobierno de México convenció al gobierno de EE. UU. de fomentar la paz al sur de su frontera y de proporcionar rápidamente doce nuevos aviones Vought O2U Corsair con motor Wasp R-1400 de 400 hp, nueve Douglas O-2M, cuatro Stearman C-3 y seis Waco 10. Tan sólo dos semanas después de la petición, varios pilotos mexicanos se desplazaron a Brownsville, Texas y a Nueva York para tomar posesión de los aviones nuevos. Tras varias batallas y ataques aéreos, en el 25 de marzo de 1929, el general Calles dirigió la decisiva y sangrienta Batalla de Jiménez, Chihuahua. El Río Florido dividía a las tropas de ambos bandos por lo que la artillería y la Fuerza Aérea fueron clave en la derrota de Escobar.
En mayo de 1938 se rebeló el general Saturnino Cedillo, y el presidente Lázaro Cárdenas se trasladó personalmente a San Luis Potosí para batirlo. Bajo el mando del Coronel Alfredo Lezama Álvarez, se organizó un escuadrón de combate mixto de 17 aviones. Los pilotos volaron varias misiones y bombardearon y ametrallaron a los rebeldes con eficacia. Cedillo se dio cuenta de que no podía enfrentarse a la fuerza de la FAM en campo abierto, por lo que se refugió en las colinas de la región Huasteca, donde finalmente se dispersaron sus hombres abandonándolo.
Los aviones principales usados durante esta confrontación fueron los nuevos biplanos Vought O2U Corsair modeloV-99M los cuales tenían cabina cerrada, podían portar bombas y contaban con una ametralladora 0.30 al morro y otra flexible en la cabina trasera. También se utilizaron los Fleet 21-M. Cedillo fue muerto por las fuerzas federales en 1939.

### La Segunda Guerra Mundial

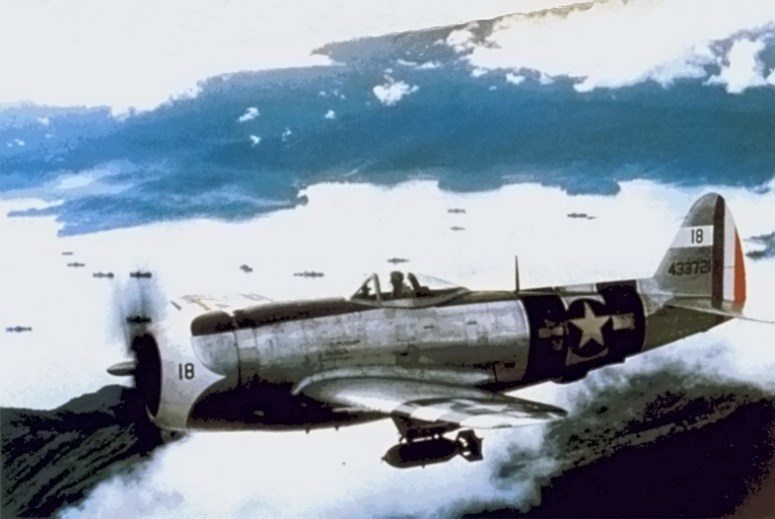
Un caza P-47D de la FAEM sobre las Filipinas (1945).

Aunque a principios de la Segunda Guerra Mundial México mantenía su posición de neutralidad, en mayo de 1942 embarcaciones mexicanas (Potrero del Llano, Faja de Oro, Túxpam y Las Choapas), fueron atacadas en aguas del golfo de México por submarinos alemanes, por lo que el presidente Manuel Ávila Camacho declaró que México estaba en estado de guerra en contra de Alemania, Japón e Italia.
Después de evaluar la situación económica y militar del país, el 1 de junio de 1942, se designó al coronel Alfonso Cruz Rivera como comandante del 2.º Regimiento Aéreo y fue enviado al Cuartel General de la Región Militar del Golfo en la Plaza de Veracruz, donde le fue asignada la vigilancia del golfo de México, mar Caribe e istmo de Tehuantepec quedando al mando de los Escuadrones 3.º, 4.º y 5.º equipados con aviones Vought O2U Corsair y Consolidated M21 (PT-11) biplanos, monomotores y para dos plazas; armados con bombas de uso general y ametralladora. En los días subsecuentes y de manera gradual estos aviones serían reemplazados por AT-6B Texan monoplanos con similar armamento pero más modernos, maniobrables y veloces. A estos aviones se les conoció como los caza-submarinos Se desplegaron Escuadrones Aéreos Orgánicos en Tampico, Tamaulipas; Veracruz, Veracruz; Mérida, Yucatán; y Cozumel, Quintana Roo. Así mismo, ordenó la creación de Puntos de Aterrizaje de Emergencia y de Servicios en Tuxpan, Ciudad del Carmen Tapachula y Chetumal.
En junio de 1943 por disposición de la Superioridad el 2.º Regimiento Aéreo pasó revista de cese por nueva organización que se dio a la fuerza aérea. El general Gustavo A. Salinas Camiña, jefe de Aeronáutica Militar, propuso ante la Superioridad al coronel Cruz Rivera para que al desaparecer los Regimientos Aéreos, este quedará comisionado como comandante de Grupo, con el mando del 2.º Grupo de Escuadrones Aéreos compuesto por los Escuadrones 204, 205 y 206 cuya misión era proporcionar vigilancia y protección de convoyes marítimos nacionales y extranjeros que navegaban en el golfo de México, comprendiendo como zona de responsabilidad el área marítima entre Punta Isabel, EE. UU., hasta la parte media del canal de Yucatán a 80 millas de la costa. Las especificaciones de vuelo señalaban actividades tales como:
- Patrulla de convoy
- Localización y exploración
- Exploración y vigilancia
- Localización y vigilancia
- Vigilancia y ruta
- Vigilancia costa y barcos
- Reconocimiento del terreno

Más tarde, durante 1944 se formó el Escuadrón 207 destacándolo en Ixtepec, Oax. sumándose al 2.º Grupo de Escuadrones Aéreos. Posteriormente, el presidente Manuel Ávila Camacho decidió contribuir con el esfuerzo bélico aliado enviando un contingente cuya actuación fuese significativa, sin representar un alto costo humano y económico. A mediados de 1944, la SEDENA a través de sus dependencias seleccionó al personal que integraría un Grupo de Perfeccionamiento Aéreo, que marcharía a los Estados Unidos a recibir entrenamiento para una eventual participación en algún frente de guerra aún no designado fuera del país.
En el mes de julio de 1944, se envió un grupo integrado por 299 elementos procedentes de diversas unidades y dependencias del ejército a capacitarse a los Estados Unidos. Naturalmente, se seleccionó a los mejores pilotos y técnicos de la Fuerza Aérea, como el capitán Pedro Martínez de la Concha, entre muchos otros valiosos elementos. La unidad quedó integrada bajo el mando del Cnel. Antonio Cárdenas Rodríguez. Este grupo fue llamado Escuadrón de Pelea 201 y el 27 de febrero de 1945, se embarcó en el buque Fairisle en el puerto de San Francisco hacia Manila, Filipinas. Después de familiarizarse con los procedimientos y la zona de operaciones, el día 4 de junio de 1945 comenzaron los vuelos en zona de combate con aviones caza P-47 Thunderbolt como parte de las unidades estadounidenses, acumulando más de 280 horas de vuelo en 59 misiones de apoyo a las tropas de tierra, bombardeando y ametrallando las posiciones niponas.

### Época contemporánea

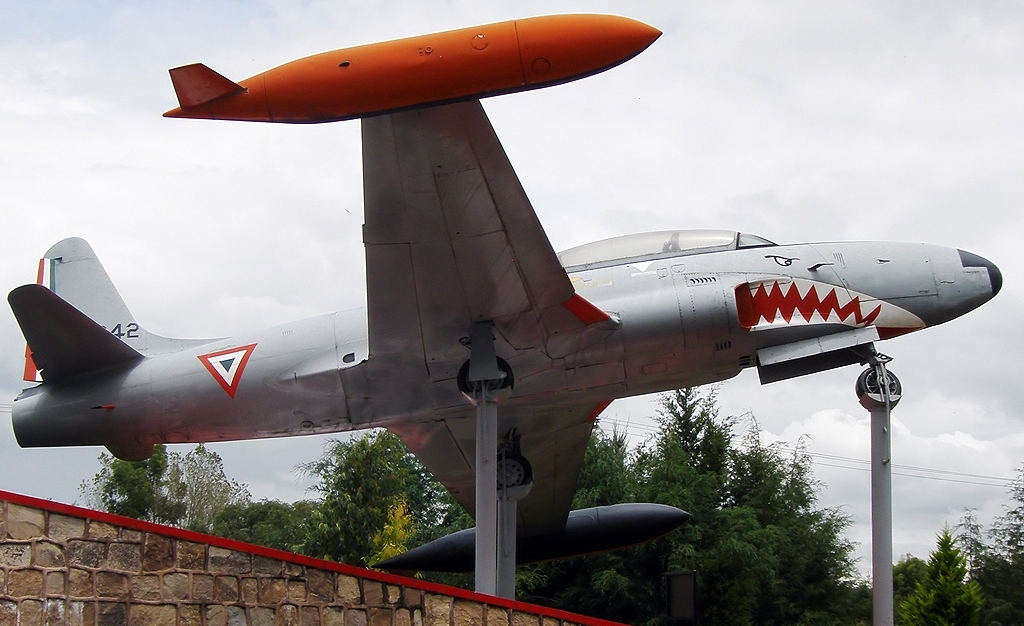
Un T-33A en exhibición.

El 29 de abril de 1955 el presidente de la República Adolfo Ruiz Cortines nombró Jefe de la FAM al General Alfonso Cruz Rivera. Es importante señalar que la Fuerza Aérea en 1955, no atravesaba uno de sus mejores momentos. Reducida (alrededor de 30 aviones operativos), obsoleta (la mayoría de sus aviones provenían de aviones adquiridos durante la pasada Guerra Mundial) y descuidada; con escasos recursos y grandes necesidades, con poco interés para recuperarla por el alto costo que esto significaba y el desinterés del alto mando del Ejército por aumentar el presupuesto de la Fuerza Aérea, lo que obligó al general Cruz Rivera a presentar un plan de recuperación congruente con la situación económica. Las columnas en que sostuvo su plan integral fueron:
1. La autonomía de la FAM para tener mayor poder de decisión.
2. Poner en servicio más aeronaves al menor costo posible.

Como jefe de la Fuerza Aérea Mexicana, Cruz Rivera buscó la autonomía de la misma y crear la Secretaría del Aire. Así mismo, propuso una Ley Orgánica para la FAM la cual fue ampliamente estudiada y diseñada por el Estado Mayor de la FAM. En noviembre de 1955 se llevó a cabo un debate en el Senado de la República con respecto a la posibilidad y conveniencia de crear la Secretaría del Aire. Sin embargo, fue la primera y última vez que este tema se trató a alto nivel político y pese a la negativa a la propuesta, este fue un tema que se especuló durante mucho tiempo.
Dicha propuesta encontró fuerte oposición para su realización. Se presentaron argumentos inconvenientes en cuanto a su operación y administración, pues supuestamente se rompería la coordinación entre cuerpos de tierra y aire en operaciones militares ordenadas por la Secretaría de la Defensa Nacional (SEDENA), a esto había que agregar un alto gravamen al presupuesto de la nación; sin embargo, se aceptaron algunas sugerencias para la Ley Orgánica de la FAM. Así mismo, con un presidente austero y con la determinación de no hacer gastos que consideraba innecesarios, el alto mando del Ejército compuesto en su mayoría por generales que procedían de armas de tierra (Caballería, Infantería, etc.) que ocupaban los puestos de mayor jerarquía dentro de la SEDENA, no cedieron posibilidades de lograr la Secretaría del Aire.
Al finalizar el periodo al frente de la FAM el general Alfonso Cruz Rivera logró en un período de dos años y medio la recuperación de material de vuelo «con un presupuesto sumamente limitado y que no consideraba la compra de aviones» habiendo echado a volar más de 140 aviones en desfile militar de 1958. Habiendo colocado a la fuerza aérea en un nivel de operatividad sin precedentes.

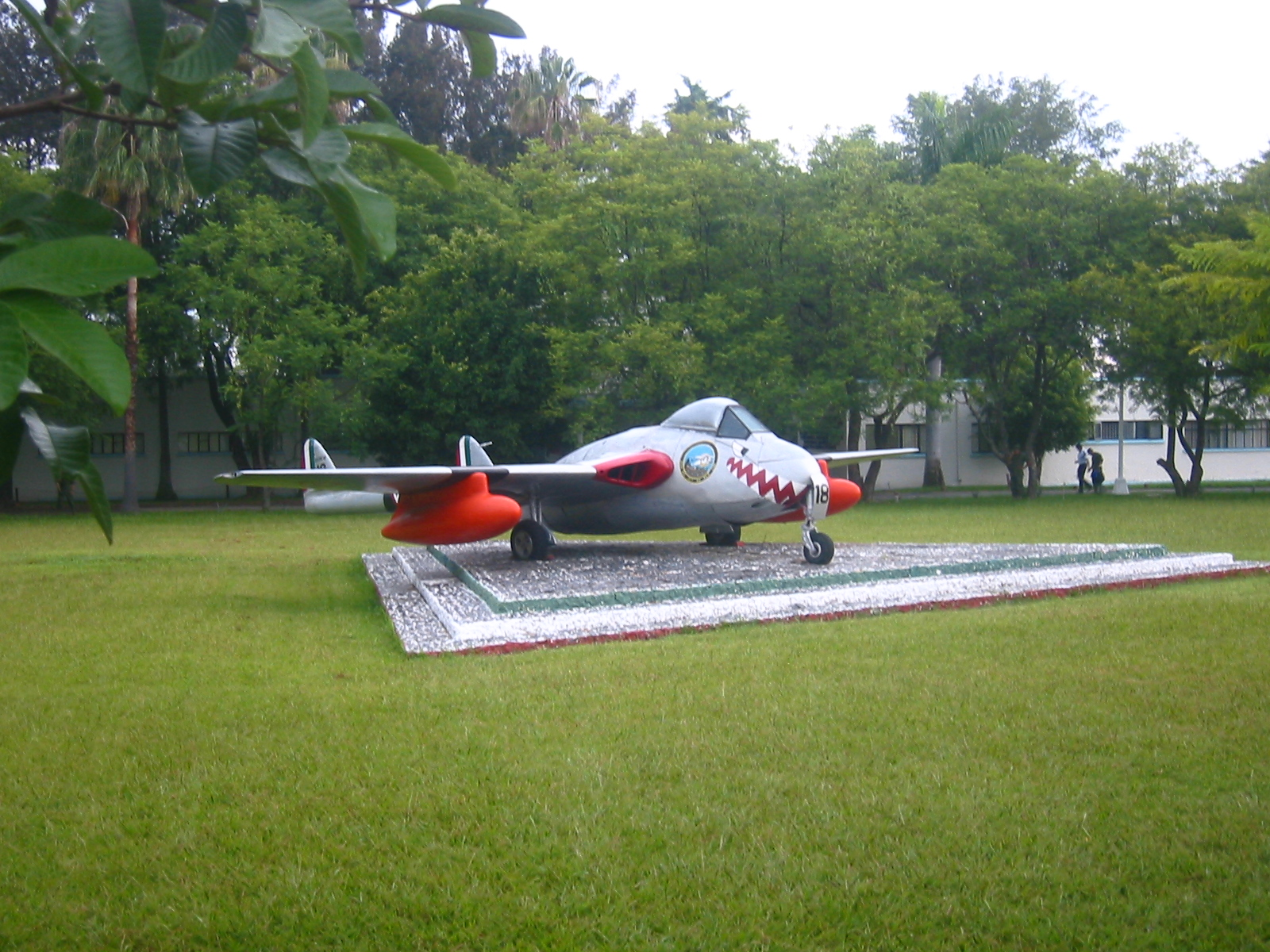
Avión De Havilland Vampire de la Fuerza Aérea Mexicana, exhibido en el Colegio del Aire.

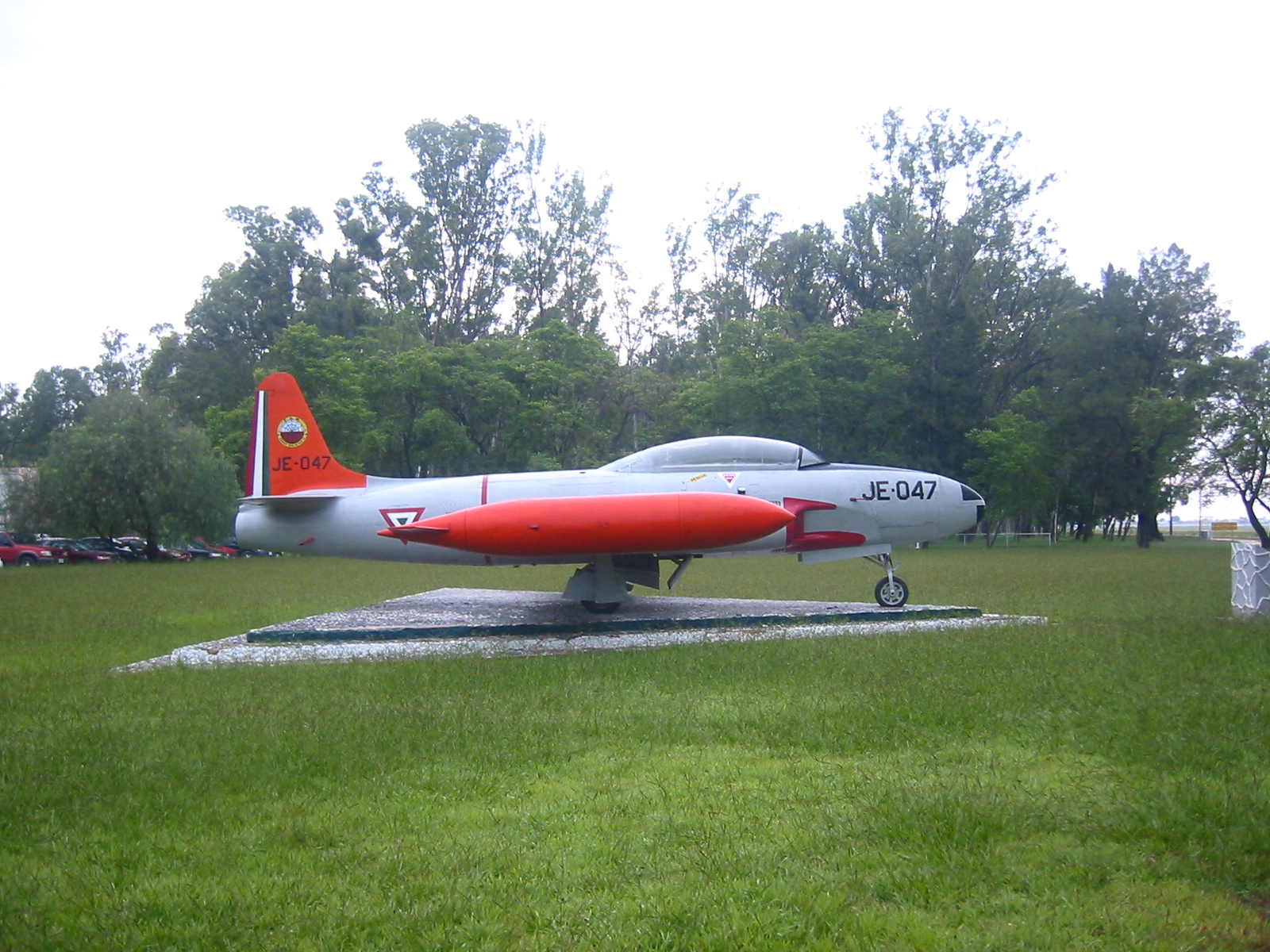
Avión Lockheed T-33 de la Fuerza Aérea Mexicana, exhibido en el Colegio del Aire.

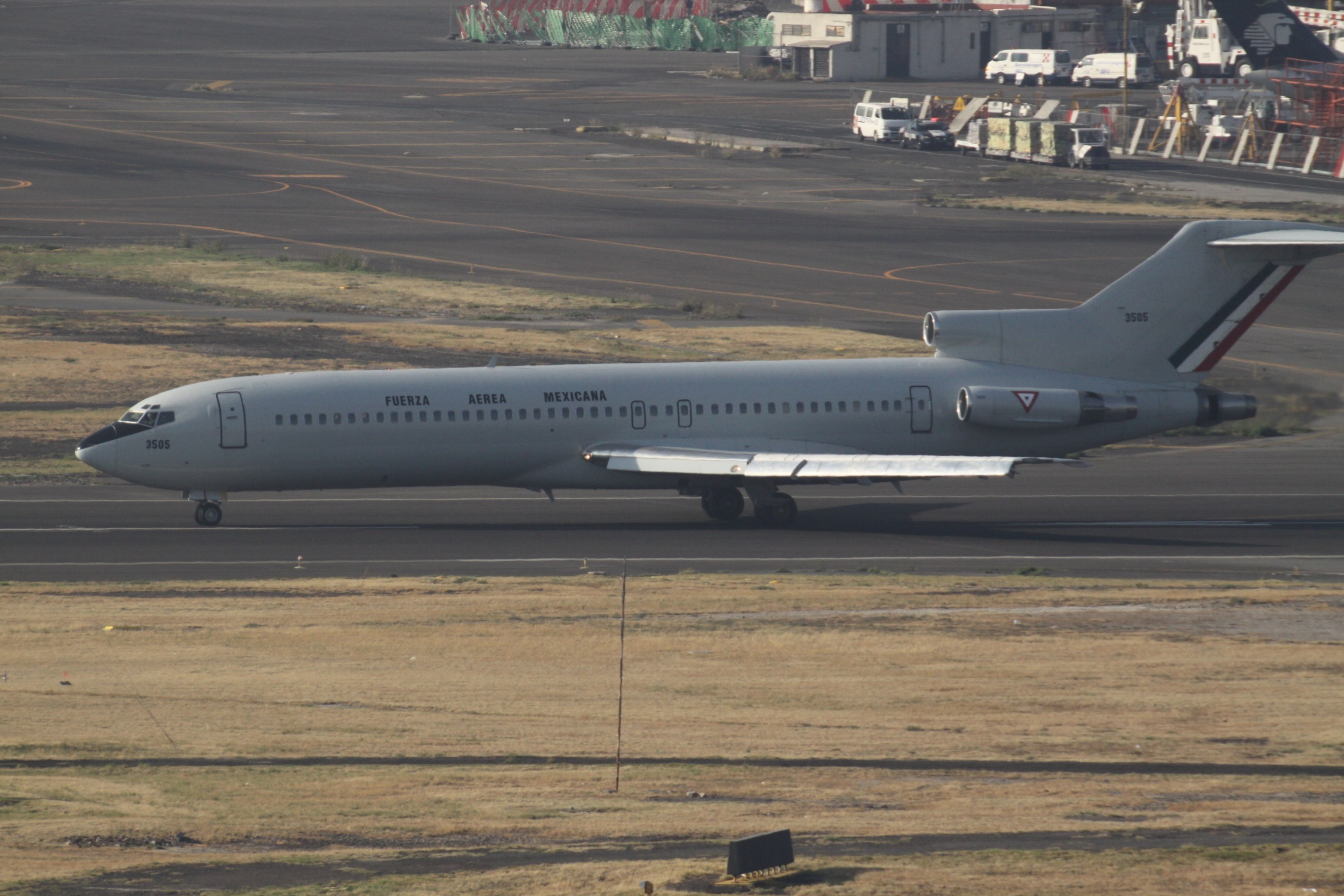
Avión Boeing 727 del EA-502.

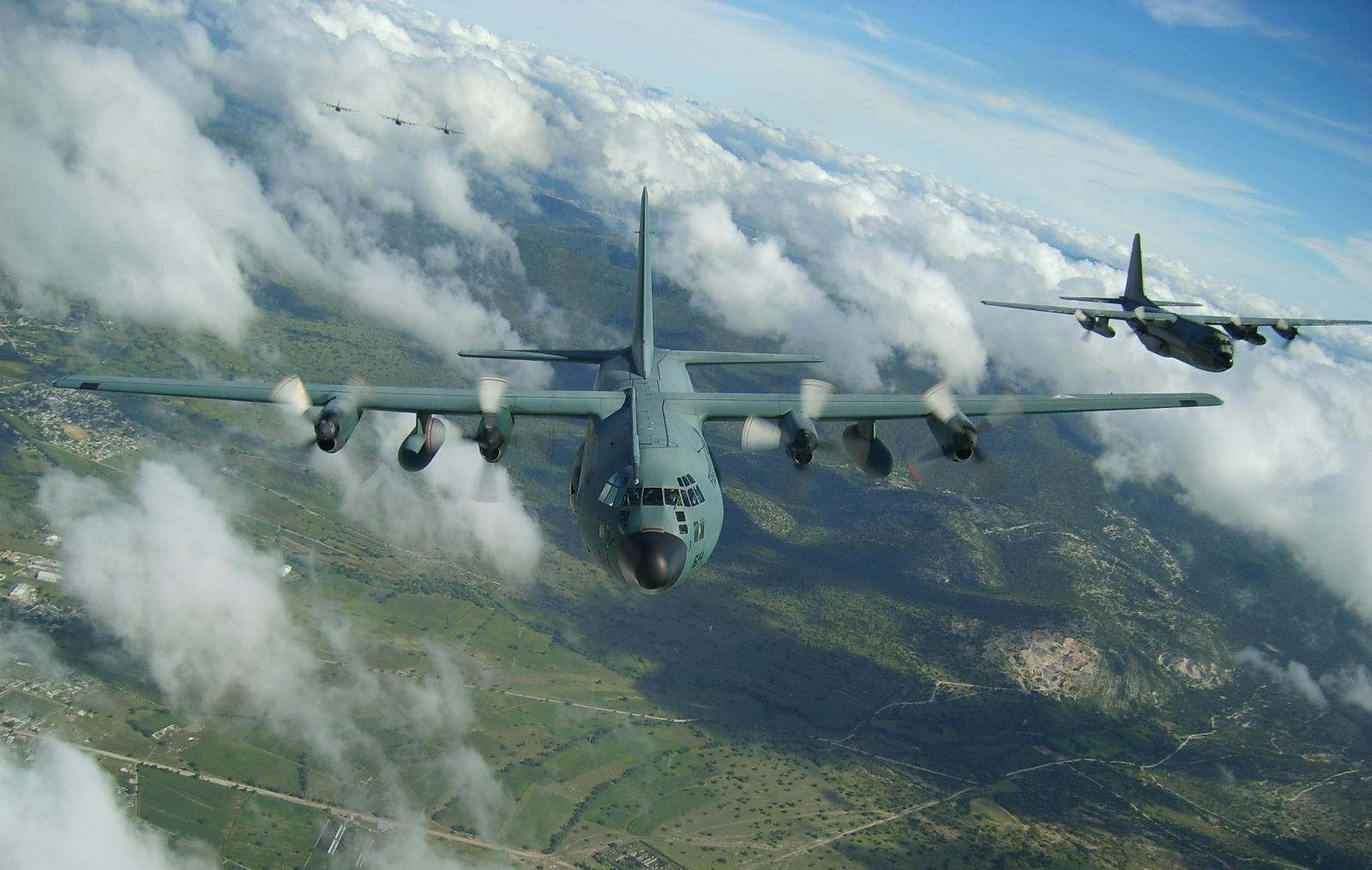
Aviones Lockheed C-130 Hercules MK-1 del EA-302.

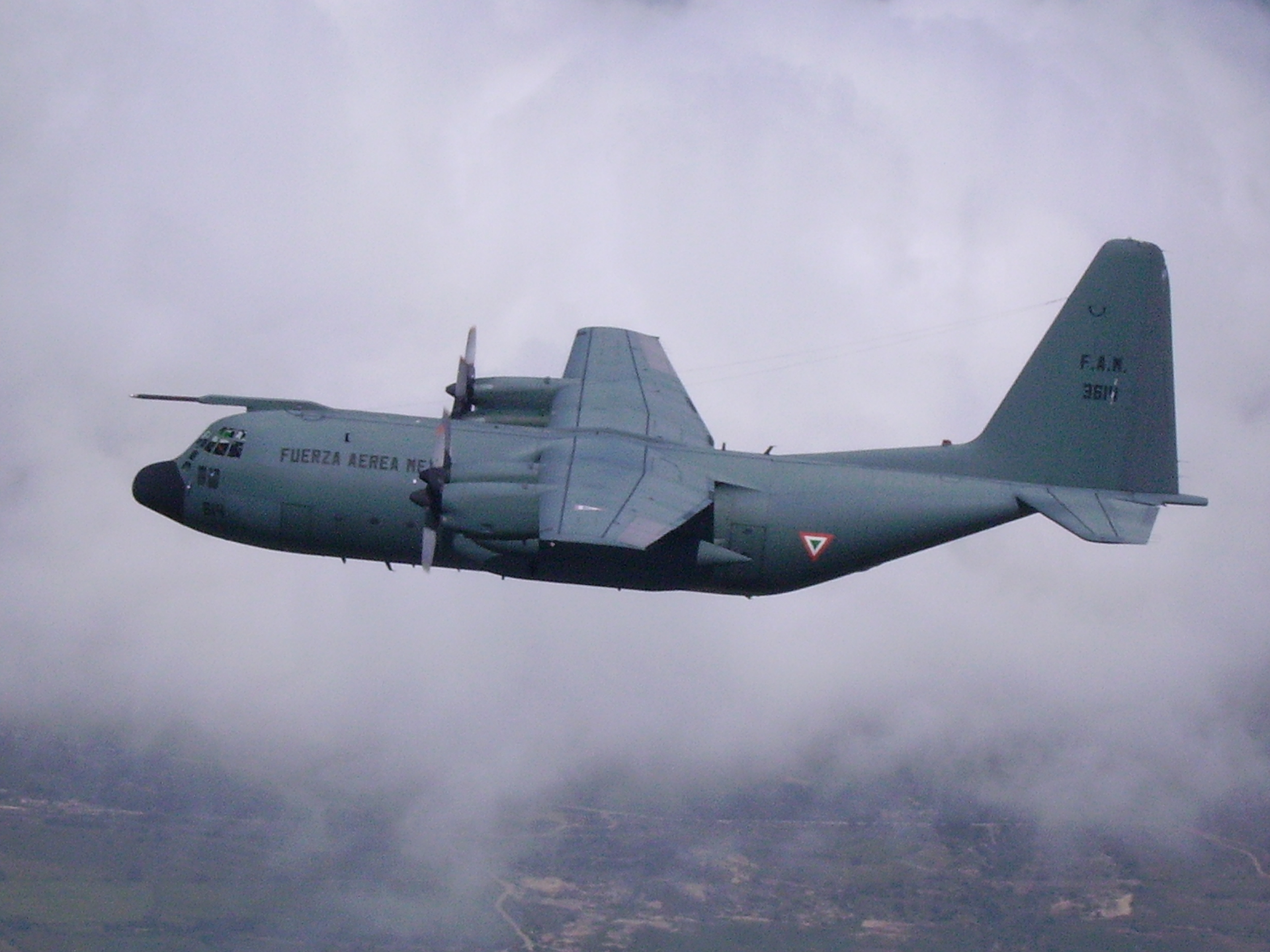
Avión Lockheed C-130 Hercules MK-1 (3601) del EA-302.

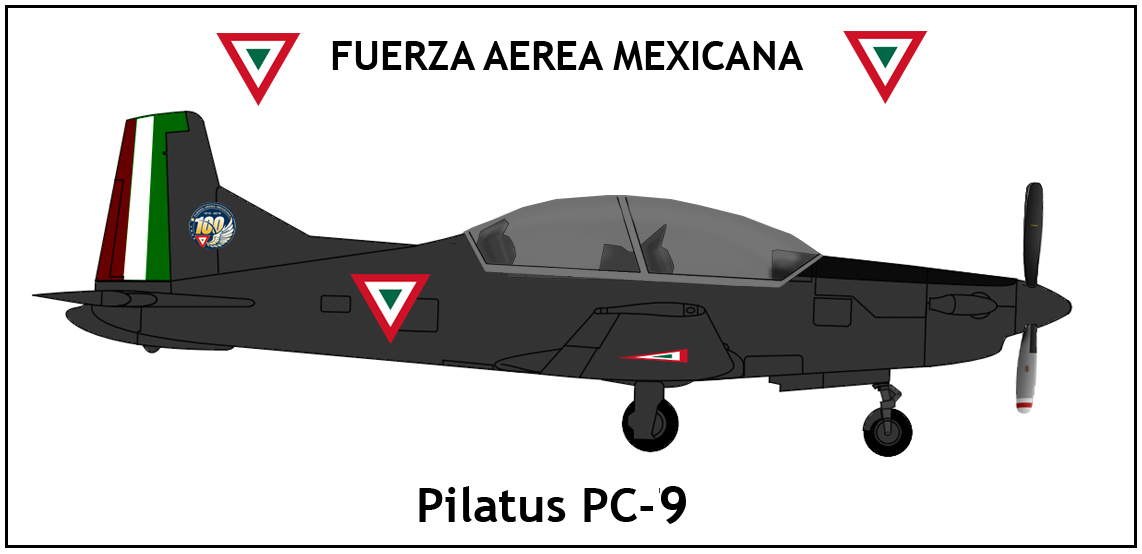
Diseño del Pilatus PC-9M del EA-202, uno se accidentó y el otro fue vendido al Cuerpo Aéreo Irlandés.

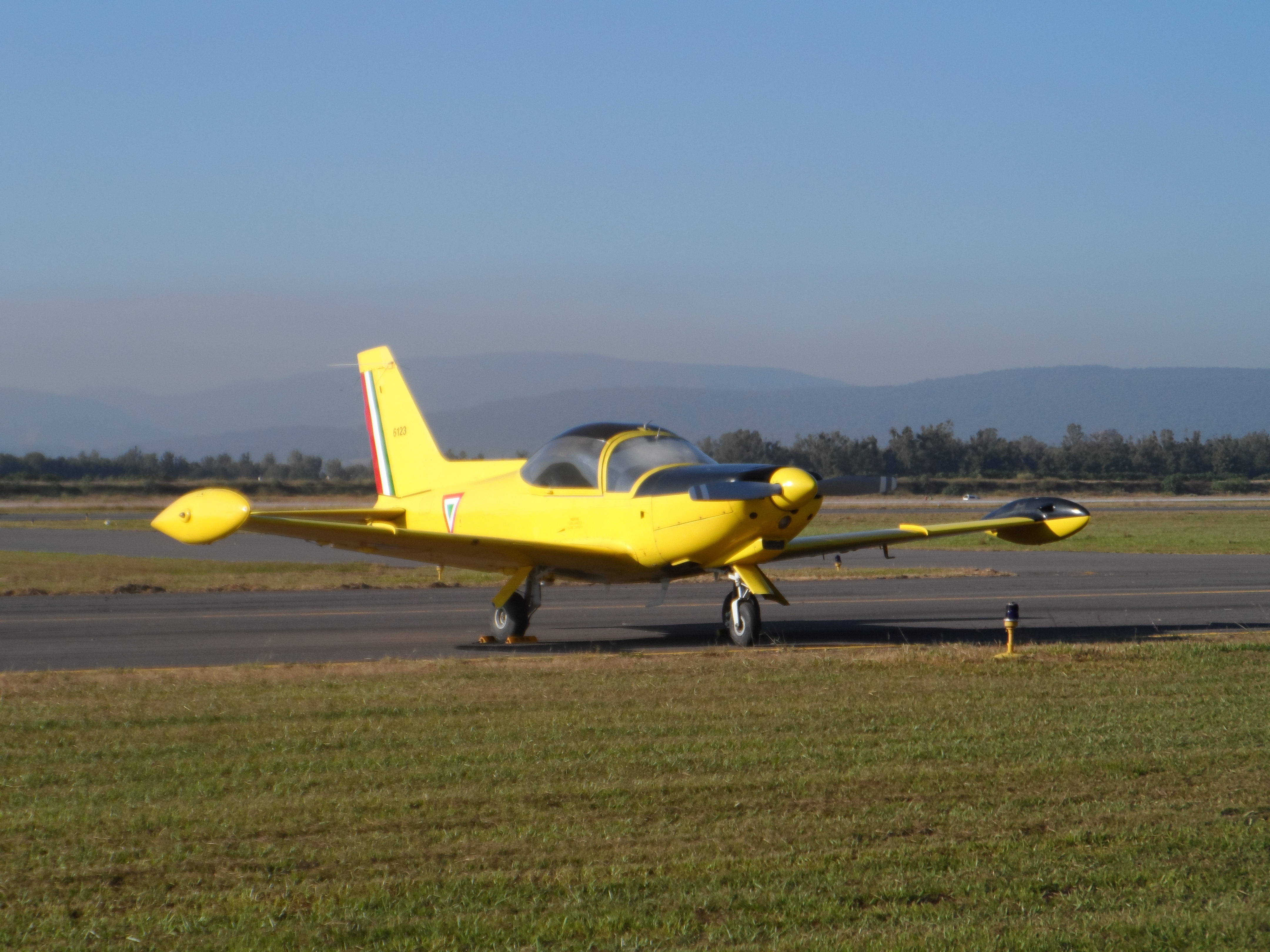
Avión Aermacchi SF-260F de la Escuela Militar de Aviación, predecesor del Grob G-120TP.

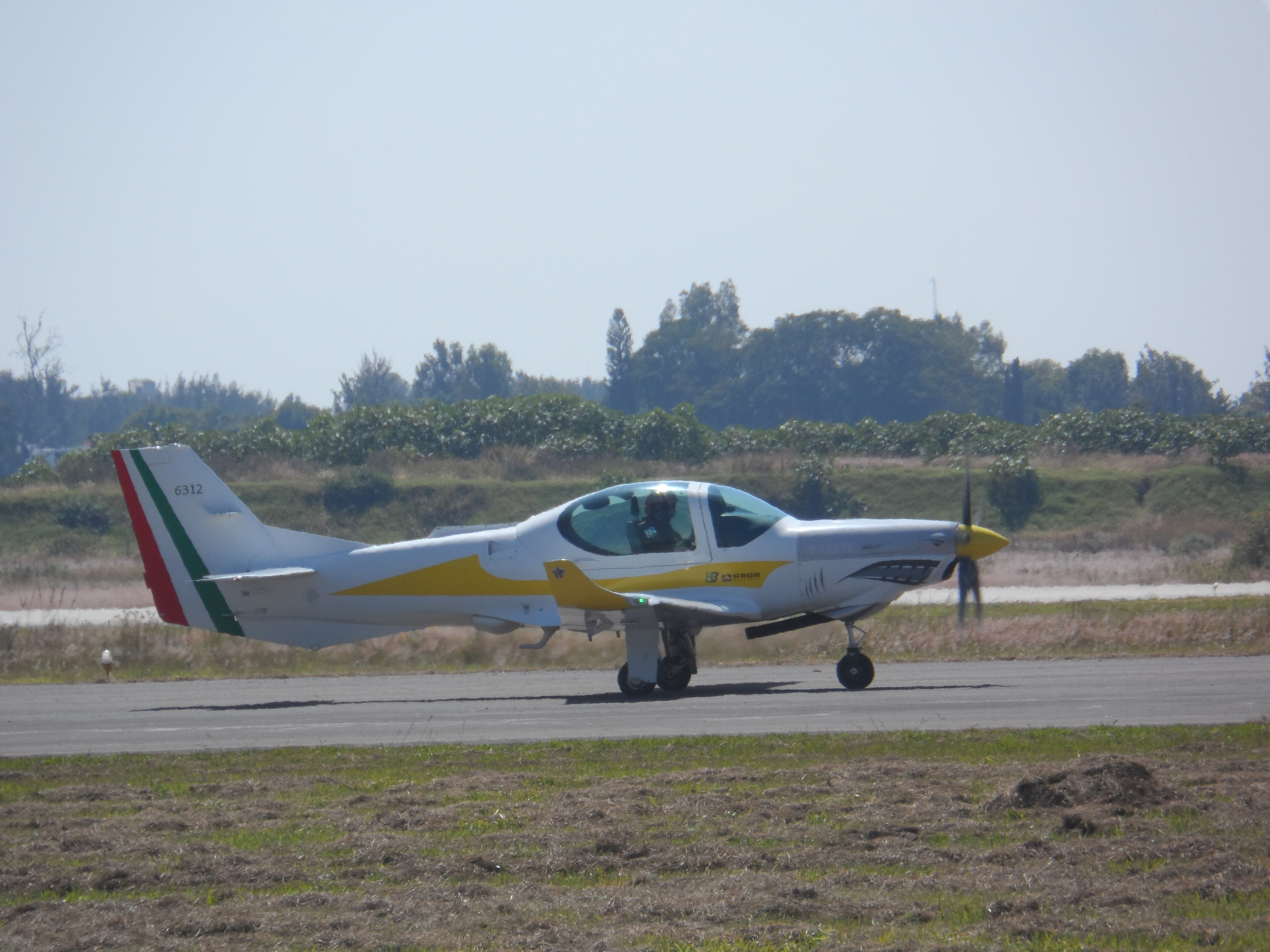
Avión Grob G-120TP de la Escuela Militar de Aviación, en la pista principal de la BAM N.º 5.

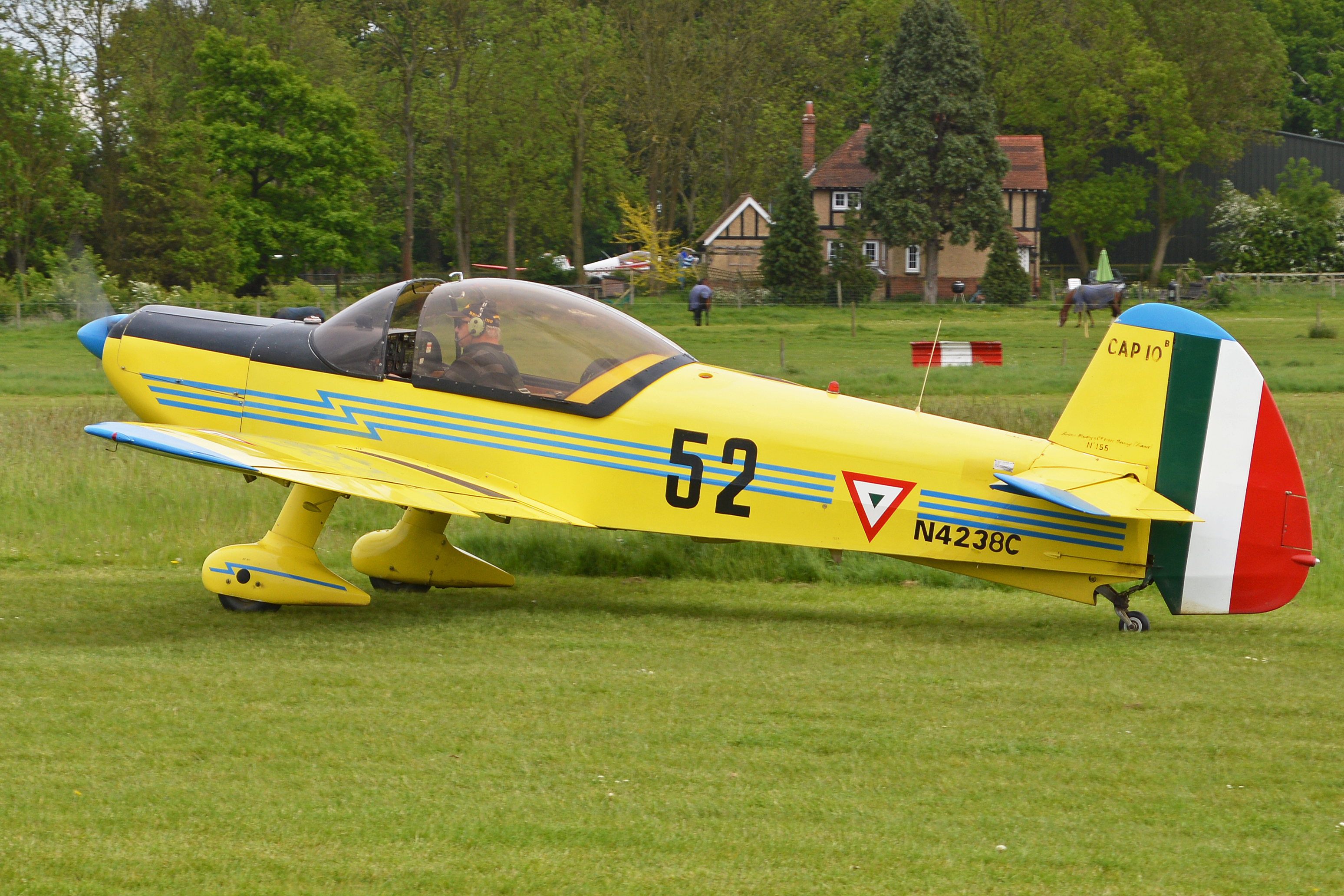
Mudry CAP 10B después de su baja en la Fuerza Aérea Mexicana, donde sirvió con la matrícula EPC-152. En la foto se muestra a la aeronave rodando en el Aeródromo de Old Warden con la matrícula N4238C.

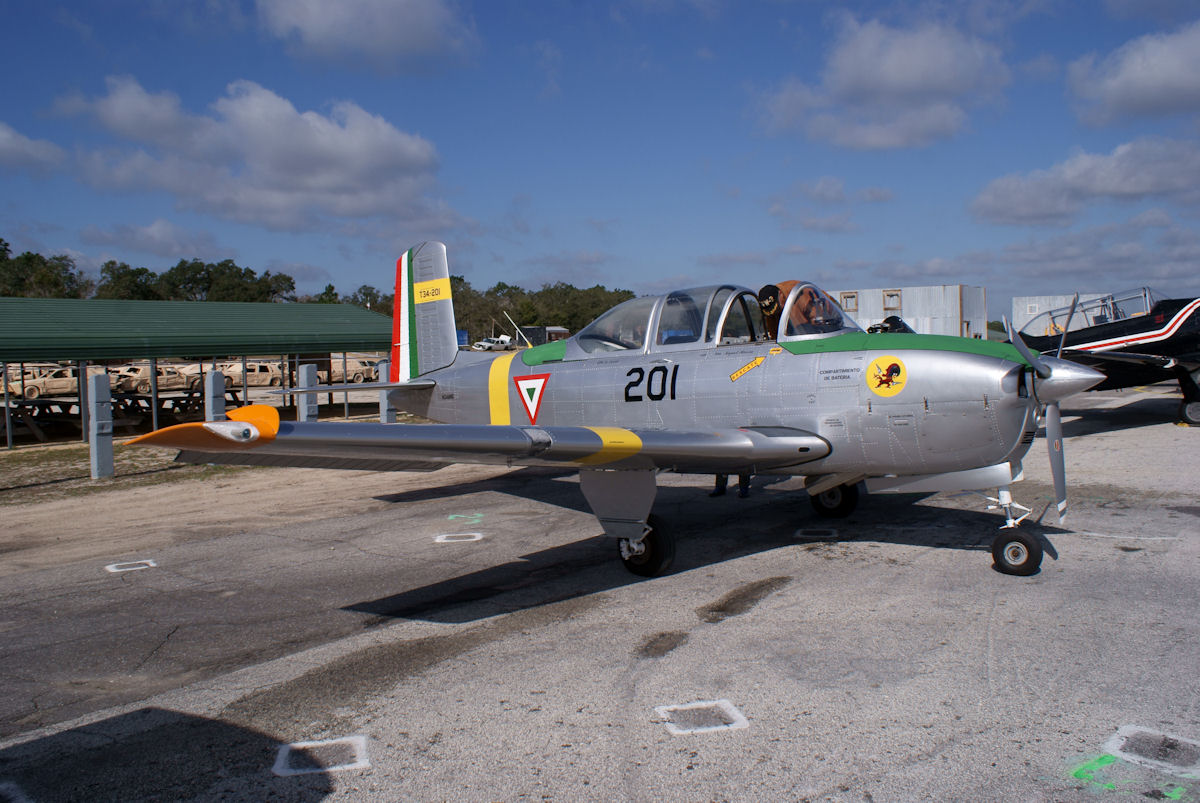
Beechcraft T-34A Mentor (201) de la Fuerza Aérea Mexicana en el Aeropuerto Regional Space Guard de Titusville, Fl. durante el TICO Airshow 2010.

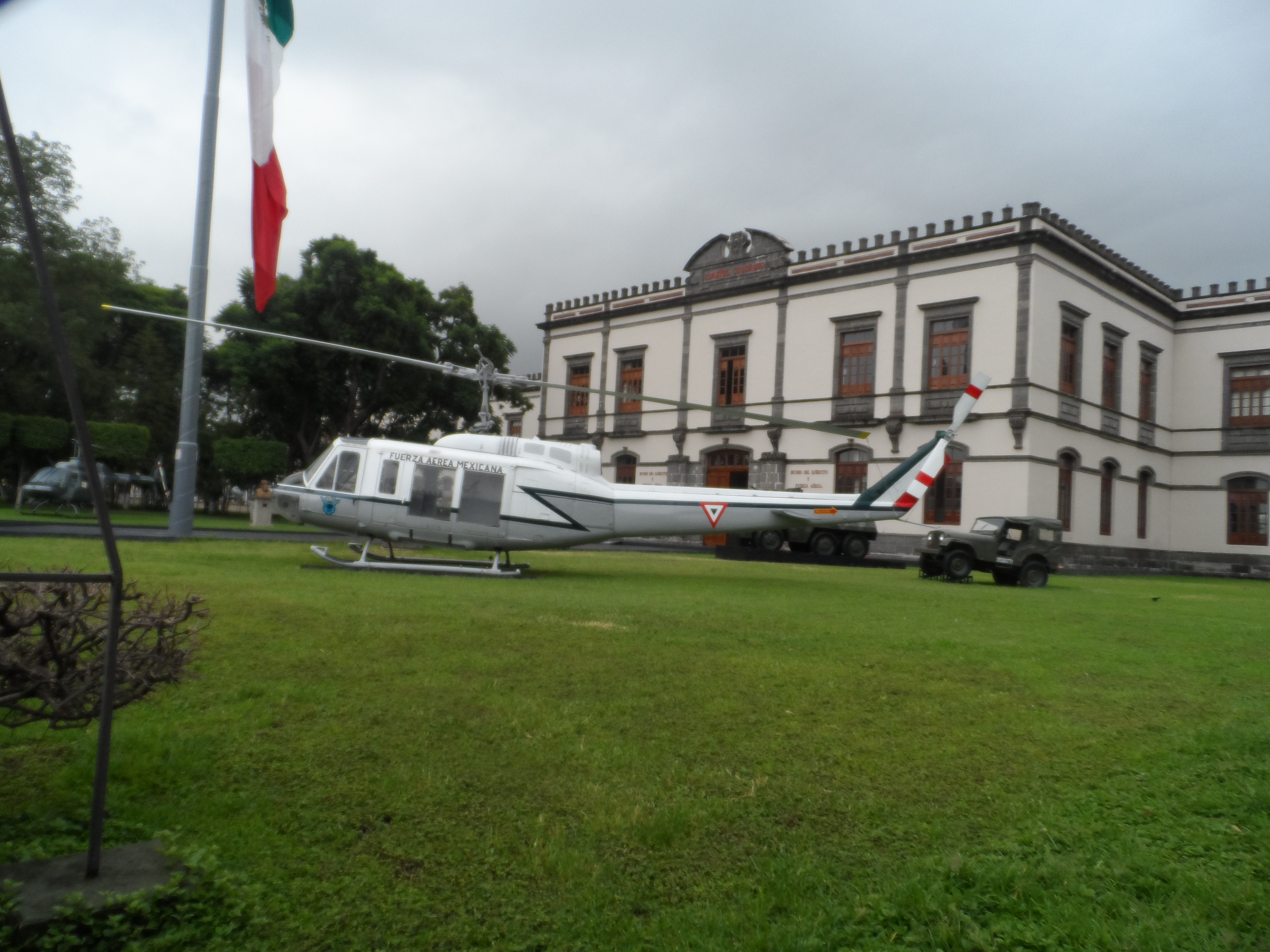
Helicóptero Bell UH-1H Huey de la Fuerza Aérea Mexicana exhibido en el Museo del Ejército y Fuerza Aérea de Guadalajara. Este helicóptero es una variante del Bell 212.

Dos años después del conflicto con Guatemala, México llegó a entrar en la era jet, al recibir en febrero de 1961 15 aviones de Havilland DH.100 Vampire y al año siguiente, 50 aviones jet de entrenamiento Lockheed T-33 Shooting Star, realizándose el 23 de mayo de 1961 el primer vuelo de un avión jet militar de la Fuerza Aérea Mexicana, desgraciadamente los DH.100 Vampire fueron dados de baja en 1967 por pérdidas de unidades en accidentes ocasionados por fallas mecánicas. Al poco tiempo, en 1962, el gobierno mexicano negoció la adquisición de equipos de ala rotativa (helicópteros) SA-3130 Alouette II y SA-3160 Alouette III, creando el primer escuadrón de su clase. En agosto de 1982 se inició la era supersónica al incorporar doce aviones de combate supersónicos F-5 Tiger II, creándose el Escuadrón Aéreo de Defensa 401. La flota de los F-5 mexicana se adquirió en 1982 directamente a Northrop que entregó dos aviones biplazas F y 10 monoplazas E nuevos y en su momento eran aeronaves tecnológicamente avanzadas, a la altura de los que usaba la misma Fuerza Aérea de los Estados Unidos. La flota disminuyó con la pérdida de dos monoplazas uno en 1983 y el otro en 1995, y aunque se intentó incrementar el número de aviones en 1986 y 2002 esto no fue posible por problemas económicos o de logística.
Al darse a conocer el levantamiento del Ejército Zapatista de Liberación Nacional el 1 de enero de 1994, la Secretaría de la Defensa Nacional inmediatamente movilizó elementos a la zona del conflicto en el estado de Chiapas. La F.A.M. transportó tropas y materiales desde la Ciudad de México y ya estando en Chiapas efectuó misiones de reconocimiento.
La FAM equipó sus aviones Pilatus PC-7 de entrenamiento con ametralladoras y cohetes aire-tierra, con los cuales del 2 al 12 de enero efectuó misiones de apoyo a las fuerzas de tierra y atacando posiciones rebeldes en las inmediaciones de los poblados de San Cristóbal de las Casas, Corralito, Las Margaritas, María Auxiliadora y de la montaña Tzontehuitz.
El 12 de enero el presidente Carlos Salinas de Gortari ordenó un cese unilateral del fuego por parte de las fuerzas federales, ya que la opinión pública consideró que era una represión del Estado excesiva en contra de los reclamos indígenas no atendidos de los zapatistas. Se establecieron mesas de negociaciones que aceptó el EZLN y el conflicto armado se redimensiona a un conflicto social.
Si bien las fuerzas armadas terminaron sus acciones ofensivas, se creó un cinturón de seguridad y vigilancia para contener cualquier reinicio de hostilidades y se reestructuraron las unidades y posiciones de la SEDENA en el estado de Chiapas, entre ellas la de la F.A.M.; reestructura que siempre ha sido tachada como intimidatoria hacia la población civil por los simpatizantes con la causa zapatista.
Hacia 1996 se inició la llamada 'Era rusa' con la adquisición de los helicópteros rusos Mil Mi-8, Mil Mi-17, Mil Mi-26 y los aviones Antonov An-32B. Con la reestructura de la FAM los T-33 de los Escuadrones Jet de Pelea fueron reubicados en el Escuadrón Aéreo 402 creado para operar en la Base Aérea Militar n.º 2 en Ixtepec en el estado de Oaxaca el día 1 de enero de 1998. En 2002 y en 2004 se adquirieron las aeronaves más modernas de la aviación militar mexicana, los sofisticados reactores brasileños Embraer 145 AEW&C de vigilancia aérea, así mismo fueron recibidos 4 aviones Fairchild C-26 Metroliner estadounidenses de vigilancia electrónica (igual que los Embraer).
En 2004 fueron recibidos cuatro helicópteros norteamericanos Sikorsky CH-53 Sea Stallion modelo D Yas'ur (variante israelí de la compañía Israel Aerospace Industries) para laborar en el EA-104 junto a los MI-26 Halo. Debido a las condiciones económicas del 2014 se dieron de baja dos aparatos y son usados como fuente de repuestos para los otros dos que se mantendrán en servicio.
El 7 de octubre de 2006 son recibidos por la FAM dos aviones Pilatus PC-9M matriculados como 2601 y 2602, a pesar de que se creía rota la relación de comercio entre México y Suiza por el conflicto entre el EZLN y la FAM (ocurrido en 1994). El 14 de septiembre del 2011, un PC-9M se accidentó en la BAM n.º 6 en Terán, Chiapas, debido a que un ave se impactó en el vidrio de la aeronave, lo que ocasionó que los pilotos perdieran el control. El primer piloto logró eyectarse a tiempo y salir con vida, aunque el otro piloto logró eyectarse también, falleció al estrellarse en la pista de la base. El 17 de noviembre del 2016, el PC-9M sobreviviente fue vendido al Cuerpo Aéreo Irlandés, siendo retirado del servicio activo en la FAM.
El secretario de la Defensa Nacional, general Guillermo Galván, solicitó en 2006 una ampliación de 32 000 millones de pesos al presupuesto de la SEDENA para modernizar las fuerzas armadas, incluyendo la adquisición de buques, aeronaves y radares, el presupuesto fue aprobado por la Cámara de Diputados, la FAM recibiendo $612 millones de pesos en 2007 y proyectado recibir $1,000 millones de pesos en 2008.
En julio de 2007, es dada de baja la flotilla del T-33A. Durante 45 años (1962–2007) el Lockheed T-33 sirvió en las filas de la Fuerza Aérea Mexicana como el único avión entrenador jet de la aviación militar mexicana hasta que fue desactivado el 13 de julio de 2007 en una ceremonia con la que se despidió del servicio activo.
El 16 de agosto del 2010, la Fuerza Aérea Mexicana presentó dos aviones CASA C-295M de fabricación española, Los dos primeros aviones que llegaron a México, con matrículas 3201 y 3202 realizaron sus primeros vuelos con la asesoría de técnicos españoles, además de que sus pilotos tuvieron una capacitación en Sevilla España, donde se encuentra el centro de adiestramiento de estas aeronaves. El 27 de enero de 2011 causaron alta otras dos aeronaves matrículas 3203 y 3204 con lo que el número de estas aeronaves llega a cinco ya que se ha incorporado el avión matrícula 3205.
El 7 de julio de 2011 se llevó a cabo la ceremonia de recepción de los dos primeros helicópteros Eurocopter EC725 Super Cougar para la Fuerza Aérea Mexicana, planeando incorporar en los próximos meses un total de 12 de estos aparatos, actualmente se pretende comprar 50 unidades más. El 1 de mayo del 2015, un EC-725 matrícula 1009 fue derribado en una emboscada en Guadalajara, Jalisco, quedando 11 unidades en servicio.
El 7 de julio de 2011 se hizo el anuncio de que México adquirió cuatro aeronaves de transporte táctico C-27J Spartan. El 16 de septiembre del 2011, durante el desfile militar de la Independencia de México, el primer C-27J recibido hizo un barril de alerón. El 19 del mismo mes se hizo la ceremonia de recepción del primer Spartan. El 27 de enero del 2012 se incorporó la segunda aeronave que iba a participar en el día de la FAM del 2012 y para agosto de ese año las 2 últimas aeronaves ya habían llegado.
El 22 de agosto del 2012, en las instalaciones de la Base Aérea Militar n.º 1, en una ceremonia encabezada por el general Leonardo González García, comandante de la Fuerza Aérea Mexicana se dio la tradicional bienvenida a las cuatro primeras aeronaves Hawker Beechcraft T-6C+ Texan II (de un pedido de 6 unidades) que serán utilizadas para entrenamiento en la Escuela Militar de Aplicación Aero-táctica de la Fuerza Aérea (E.M.A.A.T.F.A.), en donde actualmente se imparte adiestramiento táctico en vuelo a los pilotos aviadores militares de esta institución armada.
Con el T-6C+ se llevará a cabo la transición de aeronaves con instrumentación analógica a aeronaves con tecnología digital de tercera generación, la cual incrementará la capacidad operativa de los pilotos aviadores con miras a la conformación de escuadrones aéreos de intercepción, que complementen el sistema de defensa de la Fuerza Aérea Mexicana.
En el 2013, la Fuerza Aérea Mexicana (FAM) inició el plan de modernización de su flota con una inversión inicial de algo más de 100 millones de dólares, en trece aeronaves. Las nuevas aeronaves son:
1. Seis helicópteros AgustaWestland AW109SP, el precio unitario de los helicópteros, de fabricación italiana, con un precio de 8,21 millones de dólares cada uno serán destinados al transporte de personal, con capacidad para hasta seis pasajeros y dos tripulantes. De estos al menos dos se encuentran en un esquema de camuflaje y operan tanto con la FAM como con la AARM.
2. Un jet ejecutivo Bombardier Challenger 600, este nuevo jet ejecutivo posee mayor potencia de despegue y mejor maniobrabilidad. Tiene capacidad para nueve pasajeros.
3. Un segundo lote de seis aviones de entrenamiento y apoyo táctico nuevos Beechcraft Texan T-6C+.

La Fuerza Aérea Mexicana (FAM) opera al Texan en la Escuela Militar de Aplicación Aerotáctica de la Fuerza Aérea (E.M.A.AT.F.A.) y esta por equipar a sus escuadrones aéreos 201 (Cozumel, Q. Roo.), 203 (El Ciprés, B.C.), 204 (Hermosillo, Son.) y 402 (Ixtepec, Oax.). Se pretende lograr a mediano plazo, iniciar en forma escalonada el reemplazo de los aviones Pilatus PC-7 de cargo en la FAM. Cada escuadrón poseerá 12 aviones T-6 Texan, haciendo un total de 60 unidades.
Respecto al Boeing 787, la Secretaría de Comunicaciones y Transportes (SCT) informó a Proceso.com.mx que el avión presidencial adquirido por la presidencia de la República estará listo «para ser utilizado» hasta septiembre de 2015 y detalló que se «exploran» diversas formas de financiamiento de dicha adquisición. La respuesta oficial detalla que «la Administración Federal anterior (presidencia de Felipe Calderón Hinojosa) contrató con The Boeing Company la adquisición de una aeronave modelo Boeing 787-8, MSN 40695 por un precio total de 127 348 857 dólares».
Hasta el 11 de septiembre del 2014, el gobierno federal mexicano ha invertido 316 099 420 pesos en la compra del nuevo avión presidencial, lo que representa apenas 4.6 por ciento del costo total que sería pagado en 15 años para la adquisición de la nueva aeronave que fue entregada en 2016 para uso del presidente de la República.
El precio de lista del 787 es de más de 200 millones de dólares, pero el gobierno mexicano obtuvo un descuento de 70 millones de dólares, pues el avión presidencial se compró bajo el acuerdo en que Aeroméxico cerró la compra de 100 aviones a Boeing, 90 737-8 MAX y 10 aviones 787 adicionales.
Lo anterior también porque este avión era el avión de prueba N.º 6 de Boeing matrícula ZA-006. Siendo el segundo Dreamliner en usar los motores GEnx-1B, el avión matrícula ZA005 fue el primero. También fue utilizado para pruebas de efectos electromagnéticos de radiofrecuencia de alta intensidad y para ETOPS.
El 22 de abril de 2015, al inaugurarse la Feria Aeroespacial México 2015 llevada a cabo en la BAM n.º 1 se dio la bienvenida al primer avión de entrenamiento alemán Grob G-120TP (de un pedido de 25 unidades, con opción de ordenar 15 adicionales), así como la bienvenida al primer helicóptero Bell 407GX (de un pedido de 15 unidades, destinados a reemplazar a los Bell 206 del EA-111, que vuelan en la BAM n.º 5, en Zapopan, Jalisco). Con el Grob G-120TP se ampliará la capacidad del entrenamiento básico y avanzado en la Escuela Militar de Aviación (E.M.A.) junto a los aviones Cessna 182 Skylane del EA-105 y los aviones Pilatus PC-7. Los Grob G-120TP van matriculados del 6301 al 6325 y los Bell 407GX del 1300 al 1314, se espera que en el transcurso del 2015 terminen de llegar estas aeronaves nuevas.
El 27 de agosto del 2016 se da de baja la flota de aviones Boeing 727 después de 34 años de servicio activo (1982-2016). Durante ese tiempo, los aviones Boeing 727 fueron utilizados en la FAM para el transporte pesado en el Escuadrón Aéreo 502, hasta que se dieron de baja en el sexto espectáculo aéreo, siendo reemplazados por los tres nuevos aviones Boeing 737 NG, entregados a mediados del 2015.
En 2016, la FAM despide a sus planeadores de vigilancia aérea Schweizer SGM 2-37 después de 24 años de servicio (1992-2016), de igual manera fueron despedidos los aviones Fairchild C-26 Metroliner el 25 de abril de 2018, siendo reemplazados por los nuevos aviones Cessna Citation Eagle II, los cuales vuelan desde 2015.
Al mismo tiempo, desde 2015 la flota de helicópteros Bell 212 empezó a dejar de volar hasta salir por completo del servicio en el 2018. Durante 45 años (1970-2015), los Bell 212 sirvieron como helicópteros multipropósito (entrenamiento, escolta, transporte de personal, ataque y reconocimiento) y tuvieron su última participación pública en el desfile militar aéreo del 16 de septiembre del 2015 en la Ciudad de México, ahora se espera que sean reemplazados por los nuevos helicópteros Black Hawk UH-60M.
El 3 de diciembre del 2018, el Boeing 787 presidencial fue enviado a San Bernardino, California, Estados Unidos para su venta por decisión del presidente Andrés Manuel López Obrador como parte de su política de austeridad, además de afirmar que usará aerolíneas comerciales para sus respectivas giras, en lugar de emplear una aeronave que representa un gasto innecesario para el pueblo mexicano.

## Actualidad

Escarapela de la Fuerza de Defensa Mexicana versión vectorial del Escarapela eliminado de la Fuerza Aérea Mexicana.

Escarapela de la fuerza aérea mexicana, versión de baja visibilidad.

La FAM es muy activa ya que ha incrementado el apoyo a la guerra contra el narcotráfico en México. La FAM tiene una flota aérea militar para cubrir las necesidades del país, constituida por aeronaves de combate, transporte, entrenamiento, reconocimiento y guerra electrónica, entre otras.
Adicionalmente, la Fuerza Aérea proporciona auxilio a la población civil en casos de desastres naturales o contingencias variadas, transportando víveres y medicamentos entre otros. Un claro ejemplo es el de la inundación de Tabasco y Chiapas del 2007 y el puente aéreo entre la Ciudad de México y Villahermosa. La FAM también representa a México con ayuda humanitaria a otros países en caso de que la necesiten.
El emblema principal de la Fuerza Aérea y escarapela en sus aeronaves está conformado por tres triángulos equiláteros invertidos, concéntricos, y con los colores rojo, blanco y verde, del exterior al centro. La distancia de los centroides (coincidentes) de cada triángulo al borde exterior de cada triángulos está en la proporción 1 (verde), 2 (blanco), 3 (rojo).
El emblema se exhibe en ambos lados del fuselaje de las aeronaves, excepto por algunos de los aviones del Hangar Presidencial. Otro distintivo de las aeronaves de la FAM consiste en tres rayas verticales verde-blanco-rojas en el timón de dirección. En algunos aviones de vigilancia se suprimen las rayas del timón y la escarapela se pinta en tres tonos de gris. Este emblema, también conocido como "Triángulo FAM", se emplea además en los diseños de las rodelas que llevan las tripulaciones en su overall y ropa de vuelo, así como en los diseños de los escudos de los planteles de educación militar de la FAM.
En diciembre del 2013 se publicó el "Programa Sectorial de Defensa Nacional 2013-2018" en el Diario Oficial de la Federación (DOF) en donde se establece que la Fuerza Aérea Mexicana recibirá más de 100 helicópteros, más de 100 aviones y tres UAV. Respecto a los aviones ya se han recibido 60 T-6C+ Texan II de un pedido de 60 unidades para iniciar un reemplazo a mediano plazo de los aviones Pilatus PC-7 en la EMAATFA y en los escuadrones 201, 203, 204 y 402, se han recibido 25 Grob G-120TP (entrenadores básicos alemanes) de un pedido de 25 unidades (con opción de ordenar 15 adicionales), 6 Super King Air 300 de observación, dos aviones Cessna Citation Eagle II de vigilancia, 2 CASA C-295W adicionales a los seis CASA C-295M recibidos en 2010, 3 Boeing 737-800 para el EA-502 y un Boeing 787-8 Dreamliner como nuevo avión presidencial, el cual ha sido retirado del servicio y enviado a Estados Unidos para su venta.
Respecto a los UAV, el portal Flight Global ha anunciado que la Fuerza Aérea Mexicana firmó en marzo del 2014 la compra de dos UAV Dominator XP a la industria israelí Aeronautics Defense Systems LTD. Dichos aparatos entran en la categoría MALE (Medium Altitude Long Endurance o Altitud Media y Gran Autonomía). El Dominator XP está basado en la plataforma del Diamond Aircraft DA-42 austriaco.
Respecto a los helicópteros, se han recibido 15 Bell 407GX, destinados a reemplazar a los Bell 206 del EA-111, también se ha confirmado la compra de 26 helicópteros UH-60M Black Hawk adicionales a 6 UH-60L entregados en 1994. En mayo del 2016 se ordenaron 15 UH-60M adicionales, para complementar la flota ordenada de 26 unidades en 2014. Fuentes cercanas a las discusiones y reportadas al diario francés La Tribune señalan un acuerdo para la posible compra de otros 50 helicópteros EC-725 Super Cougar por un valor estimado de compra de 2,000 millones de euros (2,180 millones de dólares), aunque las partes involucradas en la posible transacción declinaron dar detalles, la noticia está siendo ampliamente replicada por principales diarios de circulación nacional e internacional.

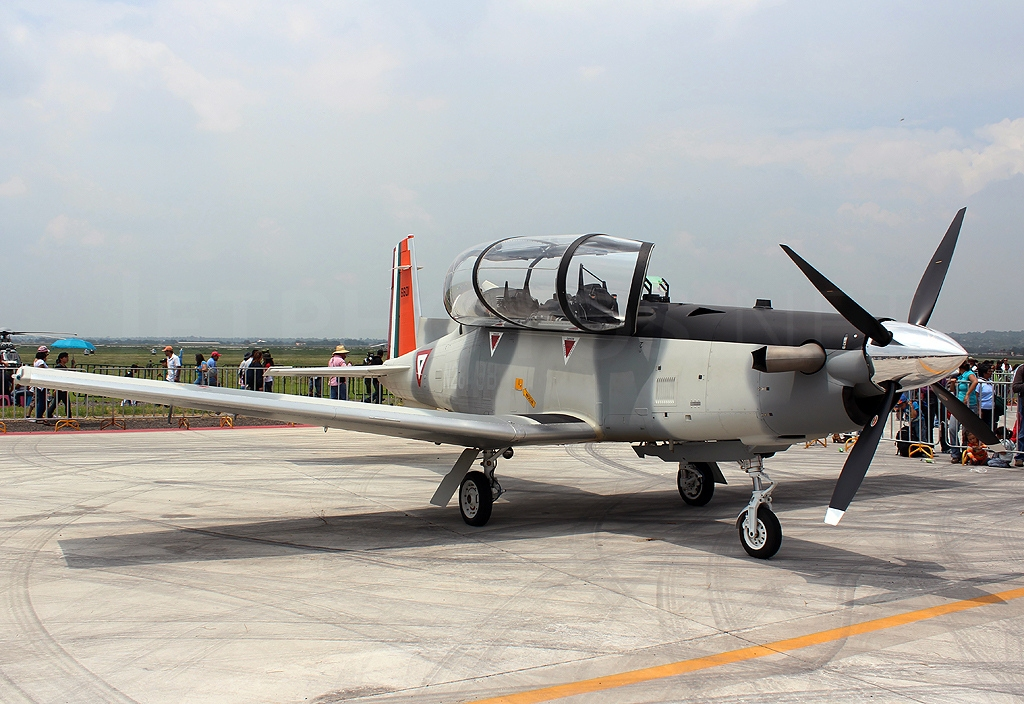
Un T-6A Texan II en exhibición.

Durante la Feria Aeroespacial México 2015 llevada a cabo en la BAM N.º 1 del 22 al 25 de abril de 2015 se exhibió el primer prototipo de avión mexicano tripulado: el Pegasus PE-210A de la empresa mexicana Oaxaca Aerospace, además de que en la Feria Aeroespacial México 2017 llevada a cabo en la BAM N.º 1 del 26 al 29 de abril del 2017 se presentó un segundo prototipo de avión tripulado para entrenamiento militar de la misma empresa: el Pegasus P-400T. Se espera que con estos avances tecnológicos se logre tener en la FAM aviones mexicanos tripulados, además de aviones mexicanos no tripulados, como el Hydra Technologies S4 Ehécatl y el Hydra Technologies E1 Gavilán construidos desde el 2006.

### Historia operacional de los aviones F-5

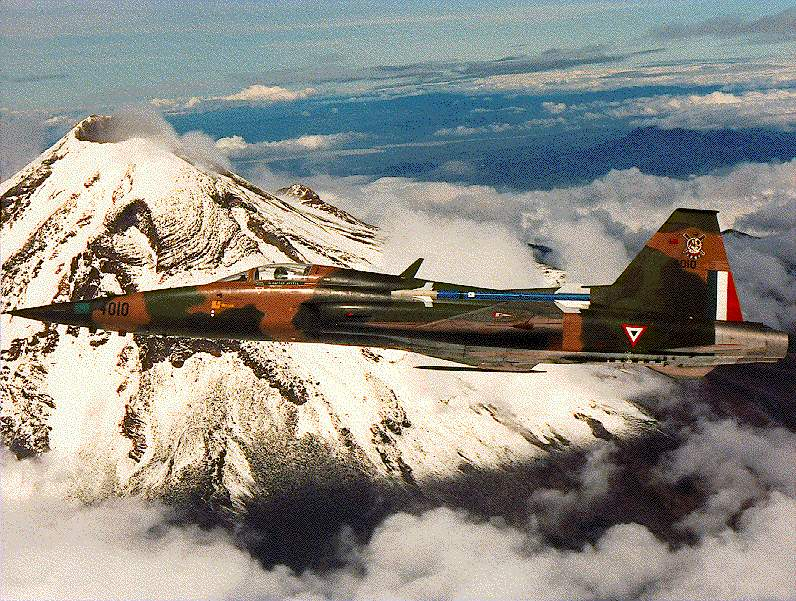
Un Northrop F-5E Tiger II de la FAM sobrevolando el Popocatépetl.

En 1981 México negoció la compra a Israel de 24 aviones interceptores IAI Kfir, pero Estados Unidos intervino ya que el Kfir utiliza un motor estadounidense. En 1982, México adquirió a los Estados Unidos doce aviones Northrop F-5E/F Tiger II mediante un contrato suscrito con Northrop Aircraft Corporation, denominado Proyecto FMS IF-70 en el que se adquirieron diez aviones F-5E, dos F-5F biplaza de entrenamiento, refacciones, capacitación, armamento y equipo para mantenimiento. En agosto de 1982, los pilotos mexicanos iniciaron el traslado de manera escalonada de las aeronaves salidas de la planta de producción de la fábrica de Northrop en California. Los aviones F-5F matrícula 4501 y el F-5E matrícula 4001, fueron los primeros en llegar el 10 de agosto a la Base Aérea Militar n.º 1 tripulados por los entonces Tte. Cor. FAPADEMA Ernesto Arcos Oropeza y el mayor FAPADEMA Julio Ponte Romero, cuatro días después arribaron los F-5E 4002 y 4003; el 20 de agosto arribaron el F-5E 4004 y el F-5F 4502, y finalmente, el 28 de agosto el F-5E 4005.
Para el 16 de septiembre de 1982 se realizó la primera exhibición pública, en vuelo, de un caza supersónico de la FAM, donde participó la escuadrilla de los siete aviones que ya habían llegado, realizando diversos patrones sobre el espacio aéreo de la Ciudad de México. Además los aviones F-5 convivieron durante sus primeros 25 años de servicio con los jets de entrenamiento Lockheed T-33 Shooting Star recibidos en 1962.
En noviembre de 1983, un avión F-5E matrícula 4002 se accidentó en una práctica de bombardeo en Chihuahua y en septiembre de 1995, un F-5E matrícula 4003 se accidentó al chocar a un avión T-33 matrícula JE-036, causando una reacción en cadena que ocasionó la caída de otros dos aviones T-33 con las matrículas JE-049 y JE-050, en el desfile conmemorativo de la Independencia de México de ese año. A raíz de estos accidentes, la flota se redujo a ocho aviones F-5E monoplaza y a dos aviones F-5F biplaza, además de reducir la participación de estos aviones. Desde su llegada al país, los F-5E estaban matriculados del 4001 al 4010, pero después de los dos accidentes fueron rematriculados del 4503 al 4510, esto ocurrió en 1998, mientras que los F-5F biplazas conservaron sus matrículas originales (4501 y 4502).
A pesar de ser la espina dorsal del arma de caza de la Fuerza Aérea Mexicana, es poco conocida la función realizada por este escuadrón de combate con sus aviones F-5E, contribuyendo a la seguridad externa e interna del país, entrenado a generaciones de pilotos para volar aeronaves similares, lo que permitiría reducir esfuerzos, en la preparación de tripulaciones para alguna aeronave similar en caso de alguna contingencia, por mencionar sólo algunas de sus múltiples misiones. A pesar de la antigüedad de las aeronaves, estas han recibido mantenimiento, pero se hace evidente que la aviónica de estos aviones ha quedado rebasada por las nuevas tecnologías. 
Después de más de 30 años de servicio, los aviones F-5E/F mexicanos se han mantenidos operativos. A los F-5 se les colocó esquemas conmemorativos por sus XX y XXV años de la llegada al país así como por el 91 aniversario de la Fuerza Aérea Mexicana. En agosto del 2007 se realizó el festejo de los 25 años del Escuadrón Aéreo 401, donde se encuentran los diez F-5 con los que cuenta México. En el 2007 se negociaba la compra de un lote de 12 aviones Lockheed Martin F-16 Fighting Falcon pero debido a la situación económica no se realizó en el sexenio 2006–2012, y se dejó el tema para cuando las condiciones económicas del país mejoren. Sin embargo, el más posible reemplazo de los F-5 es el reactor sueco JAS 39 Gripen NG.
El 29 de enero del 2015, el secretario de Hacienda de México Luis Videgaray Caso anunció un recorte de 124 265 millones de pesos en el gasto público debido, principalmente, a los bajos precios del petróleo. Esta crisis ocasionó a la SEDENA un recorte de 1200 millones de pesos y a la SEMAR un recorte de 450 millones de pesos. Esta crisis económica postergó la sustitución de los F-5 en espera a la estabilización de la economía. Aunque México se encuentra en una nueva crisis económica se está buscando un nuevo jet de entrenamiento para sustituir a los T-33 que fueron dados de baja en 2007. Los candidatos para ser usados en el lugar de los T-33 son los aviones Aero L-159 Alca de la República Checa y los aviones Yakovlev Yak-130 de Rusia.
Con el paso de los años, los aviones F-5 han empezado a dejar de volar debido a su edad, pero debido a la falta de presupuesto para reemplazarlos, se decidió darles mantenimiento mayor para extender su vida operativa. Sin embargo, la empresa rusa Mikoyán está interesada en renovar la flota de los F-5 con su avión más moderno: el MIG-35, el cual es un reactor de caza de cuarta generación al nivel de los aviones modernos de Estados Unidos y de Europa.

### Accidentes aéreos en eventos cívicos
Durante el desfile conmemorativo de la Independencia de México del 16 de septiembre de 1995, sucedió un accidente al colisionar en el aire un avión F-5E Tiger II matrícula 4003 pilotado por el capitán Héctor Ricardo Trejo Flores con tres aviones T-33A Shooting Star, en este trágico accidente perdieron la vida el General de Ala Gonzalo Curiel García, el mayor José Rivera Gutiérrez y los tenientes Gustavo Enrique Pérez Estrada, Mario Humberto Sánchez García y Jorge Vergara Mogollón. De acuerdo al informe emitido por la SEDENA el accidente se debió en un error en los cálculos al realizar las maniobras ocasionado por la variación en la altitud de vuelo por parte de ambas formaciones.
Durante la clausura de la Feria Aeroespacial México 2015 llevada a cabo el 25 de abril de 2015 en la BAM n.º 1, un Beechcraft T-6C+ Texan II del Equipo Acrobático de la EMAATFA matrícula 6602 se estrelló en la zona de aterrizaje de los helicópteros después de ser golpeado en el motor por el Texan matrícula 6603 al romper la maniobra espejo, el Texan matrícula 6602 perdió el control y se estrelló al tener sus palas destruidas, los pilotos de esta aeronave lograron eyectarse a tiempo y salir con vida y las únicas partes del fuselaje que sobrevivieron del avión estrellado fueron la cola y la cabina. El Texan matrícula 6603 (dañado de la cola por la colisión) recuperó el control y volvió al suelo sin problemas.

### Paradas aéreas
Después del accidente de 1995 y una breve parada aérea en 2001, a partir del año 2007 se retomaron las presentaciones del poder aéreo de la FAM, con pasadas en formación de aviones F-5, PC-7, C-130, etc. retomando el compromiso que tiene la institución con el pueblo. Cabe destacar el aterrizaje por parte dos helicópteros UH-60 Black Hawk en la plancha del zócalo. En las paradas aéreas de 2008, 2009 y 2010, se agregó al aterrizaje de un AS565MB Panther de parte de la Armada de México. En el año 2011, se cambió el tipo de helicóptero por el moderno y nuevo EC-725 Cougar. Cabe destacar que esta vez, solo se empleó para un descenso a rapel, un descenso breve a la plancha y un inmediato despegue.

### Demostraciones aéreas
El Espectáculo Aéreo La Gran Fuerza de México es el evento principal de la Fuerza Aérea Mexicana, pero se han realizado otros eventos importantes además de este.

## Organización
La Fuerza Aérea Mexicana se compone de Unidades organizadas, equipadas y adiestradas para las operaciones militares aéreas y está constituida por:
- Comandancia de la Fuerza Aérea.
- Estado Mayor de la Fuerza Aérea.
- Unidades de Vuelo.
- Pilotos Aviadores
- Tropas Terrestres de la Fuerza Aérea
- Unidades de servicios de la Fuerza Aérea.

### Comandancia de la Fuerza Aérea
El mando de la Fuerza Aérea recae en un general piloto aviador, denominado comandante de la Fuerza Aérea, quien es responsable de la operación y administración de la misma, así como del empleo de sus Unidades, de conformidad con las directivas, instrucciones, órdenes y demás disposiciones del secretario de la Defensa Nacional. Las facultades y responsabilidades del Comandante son aquellas que se le confiere a su rama militar, en concordancia con las que posee el Ejército, en el artículo 29 de la Ley Orgánica de la Administración Pública Federal. Es decir; dirigir el adiestramiento, programación y proyección de todas las acciones vinculadas al eventual uso del personal de la aviación militar para sus principales tareas (defensa del territorio y soberanía nacional, garantizar la seguridad interior e instrumentar el Plan DN-III-E en caso de desastres); dirigir la fuerza aérea en caso de guerra; inspeccionar la construcción y conservación, así como disponer de toda la infraestructura de aviación militar requerida para el cumplimiento de las obligaciones primarias de la misma, incluyendo el asesoramiento para las vías aéreas civiles que tengan un eventual uso para la defensa.

### Estado Mayor de la Fuerza Aérea
El elemento interno de mayor relevancia, para los fines militares de la aviación armada, es el Estado Mayor Aéreo; pues es el instrumento técnico operativo, encargado de diseñar los planes, proyectos y programas destinados a establecer las estrategias de defensa aérea y seguridad nacional, seguridad del espacio aéreo nacional y colaboración del personal de aviación militar en situaciones de desastre en la población civil.

### Mandos Superiores
Los mandos superiores se dividen en operativo y de servicios; estos últimos son los Comandantes de los Agrupamientos Logísticos y Administrativos, es decir, quienes lideran las unidades que satisfacen necesidades específicas en bienes y servicios para la logística de la fuerza aérea. En tanto que los operativos son, en orden jerárquico:
- 1. Comandantes de Regiones Aéreas Militares.
- 2. Comandantes de las Bases Aéreas Militares.
- 3. Comandantes de las Grandes Unidades Aéreas.
- 4. Comandantes de las Unidades conjuntas o combinadas.
- 5. Comandantes de las Unidades Circunstanciales que el Alto Mando determine implementar.

### Servicios de la Fuerza Aérea
Los Servicios son componentes de la Fuerza Aérea, que tienen como misión principal, satisfacer necesidades de vida y operación, por medio del apoyo administrativo y logístico formando unidades organizadas, equipadas y adiestradas para el desarrollo de estas actividades, siendo estos:

#### Meteorológico
- Proporcionar y difundir información meteorológica, y
- Establecer coordinación en asuntos de su competencia, con organismos gubernamentales y civiles.

#### Defensa aérea
- Proporcionar control de tránsito aéreo, despacho y coordinación de aeronaves militares y civiles que operen dentro de una base aérea militar, en términos de la normatividad aplicable en México;
- Proponer y supervisar medidas técnicas y administrativas para garantizar la seguridad de las operaciones aéreas;
- Formar parte de las tripulaciones de vuelo de la Fuerza Aérea en tareas propias de su especialidad, cuando la misión lo requiera;
- Controlar, coordinar y supervisar las operaciones aéreas de las aeronaves militares y civiles cuando proceda, y
- Establecer coordinación en asuntos de su competencia, con organismos gubernamentales y civiles.

#### Logística aérea
- Proporcionar apoyo logístico relacionado con los abastecimientos para las unidades, dependencias e instalaciones de la Fuerza Aérea;
- Elaborar los estudios en materia de logística aérea que se requieran;
- Llevar a cabo la investigación científica y tecnológica en aspectos del Servicio, y
- Llevar el registro estadístico de las refacciones y partes de aviación de la Fuerza Aérea, con el objeto de elaborar los programas presupuestarios y logísticos correspondientes.

#### Mantenimiento de material aéreo
- Proporcionar el mantenimiento preventivo y correctivo de los diversos sistemas instalados en las aeronaves militares, así como el equipo de apoyo en tierra característico de la Fuerza Aérea;
- Llevar a cabo la investigación científica y tecnológica en aspectos del Servicio;
- Formar parte de las tripulaciones de vuelo de la Fuerza Aérea en tareas propias de su especialidad, cuando la misión lo requiera;
- Controlar el mantenimiento, la evacuación y reconstrucción de las aeronaves de la Fuerza Aérea, y
- Elaborar los estudios de carácter técnico para la adquisición y reparación de componentes de las aeronaves de la Fuerza Aérea.

#### Material aéreo electrónico
- Proporcionar el mantenimiento electrónico preventivo y correctivo de los diversos sistemas instalados en las aeronaves militares, así como el equipo de apoyo en tierra característico de la Fuerza Aérea;
- Elaborar los estudios de carácter técnico para la reparación y, en su caso, adquisición de componentes electrónicos de las aeronaves de la Fuerza Aérea;
- Formar parte de las tripulaciones de vuelo de la Fuerza Aérea en tareas propias de su especialidad, cuando la misión lo requiera;
- Controlar el mantenimiento y la evacuación del material electrónico de la Fuerza Aérea, y
- Proponer las bases técnicas para la adquisición de material aéreo electrónico.

#### Material bélico de Fuerza Aérea
- Otorgar apoyo logístico a los organismos aéreos en aspectos relacionados con el servicio y proponer la adquisición de material bélico;
- Elaborar los estudios de carácter técnico para la reparación y, en su caso, adquisición de componentes del sistema de armas de las aeronaves;
- Adquirir, recibir, clasificar, almacenar, mantener, conservar, controlar, distribuir y evacuar el material bélico de la Fuerza Aérea, equipos afines y otros necesarios para su funcionamiento;
- Diseñar, fabricar, reconstruir, recuperar y modificar el material bélico de la Fuerza Aérea y equipos complementarios de carga explosiva;
- Llevar a cabo la investigación científica y tecnológica en aspectos del Servicio;
- Dictaminar y materializar los métodos y procedimientos para la desactivación y destrucción de material bélico de la Fuerza Aérea;
- Controlar y operar los sistemas de armas antiaéreas, en coordinación con el Servicio de Defensa Aérea, y
- Formar parte de las tripulaciones de vuelo de la Fuerza Aérea en tareas propias de su especialidad cuando la misión lo requiera.

### Símbolos y alas de especialidad
El arma y servicios de Fuerza Aérea emplean en su uniforme símbolos y alas distintivas acorde a la especialidad que funjan.
| Especialidad                           | Símbolo de especialidad                                                                  | Significado | Alas                                                                                         |
| -------------------------------------- | ---------------------------------------------------------------------------------------- | --- | -------------------------------------------------------------------------------------------- |
| Piloto Aviador                         | Fuerza Aérea Piloto Aviador                                                              | El Cuahutli representa al águila real mexicana, uno de los símbolos patrios de México. Una estrella de 5 puntas y laureles, son empleadas cuando se tienen más de 3000 horas de vuelo en aeronaves militares; Una estrella de 5 puntas, cuando se tienen más de 1500 horas de vuelo; y Únicamente las alas doradas cuando no se cumplen con los requisitos de horas de vuelo. | Alas de especialidad de piloto con estrella y laureles                                       |
| Meteorología                           | Fuerza Aérea Meteorólogo                                                                 | Una estrella de cuatro puntas, un rayo que representa la tormenta eléctrica y un medidor de dirección e intensidad del viento sobre el triángulo de la F.A.M. | Alas de especialidad del servicio meteorológico                                              |
| Abastecimiento de Material Aéreo       | Cuatro rayos saliendo de un sol                                                          | Un sol con cuatro rayos divergentes. | Alas de especialidad del servicio de Abastecimiento                                          |
| Ingeniero en Aeronáutica               | Fuerza Aérea Ingeniero en Aeronáutica                                                    | Una hélice Anahuac sobre una turbina a reacción. | Alas de especialidad utilizadas por personal de Ingenieros en Aeronáutica de la Fuerza Aérea |
| Mantenimiento de Material Aéreo        | Fuerza Aérea Especialista en Mantenimiento de Aviación                                   | Un engrane con una hélice de tres aspas. | Alas de especialidad del servicio de mantenimiento                                           |
| Electrónica de Aviación                | Fuerza Aérea Especialista en Electrónica de Aviación                                     | Un radar con un avión F-5E en su interior. | Alas de especialidad del servicio de electrónica                                             |
| Armamento Aéreo                        | Fuerza Aérea Armamento Aéreo                                                             | Una diana de cuatro círculos concéntricos y una bomba de la familia MK. | Alas de especialidad del servicio de armamento                                               |
| Defensa Aérea (antes Control de Vuelo) | Aeronave sobre triqueta que divide una torre de control, imagen radar y el espacio aéreo | Una aeronave sobre una triqueta y de fondo una torre de control, una diana radar y el espacio aéreo. | Alas FADA                                                                                    |

## Estructura
Los elementos de la Fuerza Aérea Mexicana están distribuidos en 20 bases aéreas y diez estaciones aéreas militares, adscritas a su vez en cada una de las cuatro regiones aéreas con que cuenta el país. El Comandante de la Fuerza Aérea Mexicana está a cargo de esta fuerza armada y se encuentra bajo las órdenes del Secretario de la Defensa Nacional (SEDENA). El segundo a cargo de la FAM es el Jefe del Estado Mayor de la Fuerza Aérea, de quien a su vez dependen el Subjefe Operativo, el Subjefe Administrativo y el Subjefe de Doctrina.

### Composición Administrativa
- Cuartel General de la Fuerza Aérea
  - Mando.
  - Ayudantía y Secretaría Particular.
- Jefatura de Estado Mayor de la Fuerza Aérea
  - Subjefatura Administrativa y Logística del Estado Mayor de la Fuerza Aérea
    - Sección Primera (Recursos Humanos)
    - Sección Cuarta (Logística)
    - Sección Secretaría (S.S.).

  - Subjefatura Operativa del Estado Mayor de la Fuerza Aérea
    - Sección Segunda (Inteligencia)
    - Sección Tercera (Operaciones)
    - Sección de Transmisiones (S.T.E.M.F.A.).

  - Subjefatura de Doctrina Militar Aérea
    - Sección Quinta (Planes Estratégicos)
    - Sección Sexta (Educación y Doctrina Militar Aérea)
- Dirección de Servicios de la Fuerza Aérea
  - Dirección de Pilotos Aviadores
  - Dirección de Logística Aérea
  - Dirección de Defensa Aérea
  - Dirección de Mantenimiento de Material Aéreo
  - Dirección de Material Aéreo Electrónico
  - Dirección de Material Bélico de la Fuerza Aérea
  - Dirección del Servicio Meteorológico
  - Dirección de Adquisiciones
- Ayudantía General

### Infraestructura
La infraestructura de la FAM se organiza como sigue:
| Sede                                   | Totales |
| -------------------------------------- | ------- |
| Comandancia                            | 1       |
| Regiones Aéreas                        | 4       |
| Escuadrones                            | 24 (+2) |
| Grupos                                 | 5 (+1)  |
| Alas                                   | 2       |
| Bases Aéreas Militares                 | 20      |
| Planteles de Educación                 | 4       |
| Centros de Adiestramiento              | 3       |
| Estaciones Aéreas Militares            | 10      |
| Estaciones Meteorológicas Militares    | 33      |
| Escalones de Mantenimiento             | 8       |
| Escalones de Mantenimiento Electrónico | 7       |
| Depósitos de Abastecimientos Aéreos    | 19      |
| Estaciones de Radar                    | 3       |

### Regiones y bases aéreas
La Región Aérea es aquella porción del espacio aéreo situado sobre una o más Zonas contiguas o entidades federativas, en la que los organismos de la Fuerza Aérea proporcionan seguridad y defensa, y atienden asuntos de seguridad interior en coordinación con otras Fuerzas Armadas o con cualquier institución de la Federación.
Cada Región Aérea se integra de:
- Cuartel General;
- Bases Aéreas;
- Estaciones Aéreas, y
- Otros Organismos.

La FAM cuenta con 20 bases aéreas, cada una pertenece a cierta región geográfica en el país.

#### Regiones

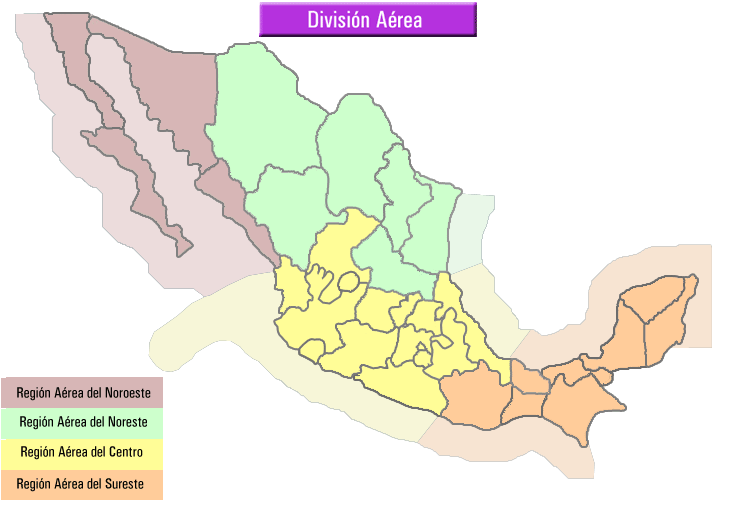
Divisiones áreas del espacio aéreo mexicano.

| Región   | Sede                    | Estados que la conforman |
| -------- | ----------------------- | --- |
| Centro   | Santa Lucía, Mex.       | Aguascalientes, Colima, Distrito Federal, Guanajuato, Guerrero, Hidalgo, Jalisco, Estado de México, Michoacán, Morelos, Nayarit, Puebla, Querétaro, Tlaxcala, parte centro y norte de Veracruz y Zacatecas. |
| Sureste  | Tuxtla Gutiérrez, Chis. | Campeche, Chiapas, Oaxaca, Quintana Roo, Tabasco, parte sur de Veracruz y Yucatán. |
| Noroeste | Hermosillo, Son.        | Baja California, Baja California Sur, Sinaloa, Sonora. |
| Noreste  | Chihuahua, Chih.        | Chihuahua, Coahuila, Durango, Nuevo León, San Luis Potosí, Tamaulipas. |

#### Bases Aéreas
Las Bases Aéreas son organismos operativos y administrativos que se encuentran subordinadas a las Regiones; técnica y administrativamente, así como para la coordinación de las operaciones aéreas, a las Regiones Aéreas; se integran con unidades de vuelo y organismos de servicio; tienen bajo su responsabilidad el espacio aéreo asignado por la Comandancia de la Fuerza Aérea.
Las Bases Aéreas, tienen como propósito la conducción y apoyo de las operaciones aéreas militares que se realizan para proporcionar la seguridad y defensa del espacio aéreo asignado, así como coadyuvar a la seguridad interior de conformidad a las órdenes giradas por la Zona, la Región Aérea, la Comandancia de la Fuerza Aérea y la Secretaría de la Defensa.
Las Bases Aéreas se integran con:
- Cuartel General;
- Unidades de Vuelo;
- Servicios Técnicos de la Fuerza Aérea, y
- Servicios Técnicos y Administrativos.

| Base Área Militar (BAM)                             | Nombre oficial                                                   | Ubicación                              | Aeropuerto para uso civil                                  |
| --------------------------------------------------- | ---------------------------------------------------------------- | -------------------------------------- | ---------------------------------------------------------- |
| Base Aérea Militar N.º 1 de Santa Lucía             | BAM N.º 1 Gral. Div. P.A. Alfredo Lezama Álvarez                 | Santa Lucía (Estado de México)         | Aeropuerto Internacional Felipe Ángeles                    |
| Base Aérea Militar N.º 2 de Ixtepec                 | BAM N.º 2 General Div. P.A. Antonio Cárdenas Rodríguez           | Ixtepec (Oaxaca)                       | Aeropuerto Nacional de Ixtepec                             |
| Base Aérea Militar N.º 3 de El Ciprés               | BAM N.º 3 General Div. P.A. Alberto Leopoldo Salinas Carranza    | Ensenada (Baja California)             | Aeropuerto Internacional de Ensenada                       |
| Base Aérea Militar N.º 4 de Cozumel                 | BAM N.º 4 General Brig. P.A. Eduardo Aldasoro Suárez             | Cozumel (Quintana Roo)                 | Aeropuerto Internacional de Cozumel                        |
| Base Aérea Militar N.º 5 de Zapopan                 | BAM N.º 5 Capitán P.A. Emilio Carranza Rodríguez                 | Zapopan (Jalisco)                      | —                                                          |
| Base Aérea Militar N.º 6 de Terán                   | BAM N.º 6 General Ala P.A. Ángel Hipólito Corzo Molina           | Tuxtla Gutiérrez (Chiapas)             | Civil hasta 2006                                           |
| Base Aérea Militar N.º 7 de Pie de la Cuesta        | BAM N.º 7 General Div. P.A. Gustavo León González                | Acapulco de Juárez (Guerrero)          | Civil hasta 1947                                           |
| Base Área Militar N.º 8 de Mérida                   | BAM N.º 8 Gral. Div. P.A. Roberto Fierro Villalobos              | Mérida (Yucatán)                       | Aeropuerto Internacional Manuel Crescencio Rejón           |
| Base Área Militar N.º 9 de La Paz                   | BAM N.º 9 Gral. Div. P.A. Gustavo Adolfo Salinas Camiña          | La Paz (Baja California Sur)           | Aeropuerto Internacional Manuel Márquez de León            |
| Base Aérea Militar N.º 10 de Culiacán               | BAM N.º 10 Gral. Brig. P.A. Radamés Gaxiola Andrade              | Culiacán (Sinaloa)                     | Aeropuerto Internacional Federal de Culiacán               |
| Base Aérea Militar N.º 11 de Santa Gertrudis        | BAM N.º 11 Teniente Coronel P.A. Juan Pablo Aldasoro Suárez      | Santa Gertrudis (Chihuahua)            | —                                                          |
| Base Aérea Militar N.º 12 de Tijuana                | BAM N.º 12 Teniente Coronel P.A. Horacio Ruiz Gaviño             | Tijuana (Baja California)              | Aeropuerto Internacional de Tijuana                        |
| Base Aérea Militar N.º 13 de Chihuahua              | BAM N.º 13 Coronel P.A. Pablo L. Sidar                           | Chihuahua (Chihuahua)                  | Aeropuerto Internacional General Roberto Fierro Villalobos |
| Base Aérea Militar N.º 14 de Apodaca                | BAM N.º 14 General Div. Ing. Artca. Juan Francisco Azcárate Pino | Apodaca (Nuevo León)                   | Aeropuerto Internacional del Norte                         |
| Base Aérea Militar N.º 15 de Oaxaca                 | BAM N.º 15 General Div. P.A. Alfonso Cruz Rivera                 | Oaxaca (Oaxaca)                        | Aeropuerto Internacional Xoxocotlán                        |
| Base Aérea Militar N.º 16 de Ciudad Pemex           | BAM N.º 16 General Div. P.A. Alberto Hipólito Vieytes y Vieytes  | Ciudad Pemex (Tabasco)                 | —                                                          |
| Base Aérea Militar N.º 17 de Comitán                | BAM N.º 17 General Div. P.A. Luís Farell Cubillas                | Comitán (Chiapas)                      | Aeropuerto Nacional de Comitán                             |
| Base Aérea Militar N.º 18 de Hermosillo             | BAM N.º 18 General Div. P.A. D.E.M.A. Roberto Salido Beltrán     | Hermosillo (Sonora)                    | Aeropuerto Internacional General Ignacio Pesqueira García  |
| Base Aérea Militar N.º 19 de Colonia Aviación Civil | BAM N.º 19 General Ala P.A. D.E.M.A. Fernando Hernández Vega     | Venustiano Carranza (Ciudad de México) | Aeropuerto Internacional de la Ciudad de México            |
| Base Aérea Militar N.º 20 de Tulum                  | BAM N.º 20 General Brig P.A. Samuel Carlos Rojas Rasso           | Tulum (Quintana Roo)                   | Aeropuerto Internacional de Tulum                          |

#### Estaciones Aéreas Militares
Las Estaciones Aéreas son órganos de mando y control subordinados a las Regiones Aéreas, cuya función es apoyar las operaciones aéreas militares; ubicadas generalmente adyacentes a instalaciones aeroportuarias civiles. Tienen como propósito dirigir, coordinar y proporcionar apoyo logístico a las operaciones aéreas militares que se realicen dentro, desde o hacia su instalación. Estas se integran exclusivamente con organismos de servicio para el apoyo a las operaciones aéreas militares y para satisfacer sus propias necesidades de vida y operación, disponiendo eventualmente de tripulaciones y aeronaves destacadas, en apoyo o en tránsito, a quienes controla desde el punto de vista técnico, administrativo y disciplinario por el tiempo que permanezcan en la misma.
- Estación Aérea Militar N.º 1, Aeropuerto Internacional de Guadalajara "Miguel Hidalgo y Costilla", Guadalajara, Jal.
- Estación Aérea Militar N.º 2, Aeropuerto Nacional de Guerrero Negro, Baja California Sur.
- Estación Aérea Militar N.º 3, Aeropuerto Internacional Francisco Sarabia, Torreón, Coah.
- Estación Aérea Militar N.º 4, Aeropuerto Internacional General Francisco Javier Mina, Tampico, Tamaulipas.
- Estación Aérea Militar N.º 5, Campo Militar N.º 41-A, Puerto Vallarta, Jalisco
- Estación Aérea Militar N.º 6, Campo Militar N.º 16-A, Irapuato, Guanajuato
- Estación Aérea Militar N.º 7, Aeropuerto Int. de Minatitlán, Veracruz
- Estación Aérea Militar N.° 8, Loma Bonita, Oaxaca.
- Estación Aérea Militar N.º 9, Atlangatepec, Tlaxcala.
- Estación Aérea Militar N.º 10, Agualeguas, Nuevo León.

### Orden de batalla

#### Escuela Militar de Aviación
- Escuadrón Preparatorio de Vuelo
- Escuadrón Primario de Vuelo
- Escuadrón Avanzado de Vuelo
- Escuadrón de Adiestramiento de Vuelo por Instrumentación Simulada (E.A.V.I.S.)
- Escuadrilla Acrobática "Colegio de Aire"

### Ala de Combate

#### Primer Grupo Aéreo
- Escuadrón Aéreo 101 BAM 1 Santa Lucía, Estado de México
- Escuadrón Aéreo 112 BAM 1 Santa Lucía, Estado de México
- Escuadrón Aéreo 401 BAM 1 Santa Lucía, Estado de México
- Escuadrón Aéreo 402 BAM 2 Ixtepec, Oaxaca

#### Segundo Grupo Aéreo
- Escuadrón Aéreo 201 BAM 4 Cozumel, Quintana Roo
- Escuadrón Aéreo 202 BAM 6 Tuxtla Gutiérrez, Chiapas
- Escuadrón Aéreo 203 BAM 3 El Ciprés, Baja California
- Escuadrón Aéreo 204 BAM 18 Hermosillo, Sonora
- Escuadrón Aéreo 205 BAM 11 Sta. Gertrudis, Chih.

### Ala de Reconocimiento y Transporte

#### Centro Nacional para la Protección y Vigilancia del Espacio Aéreo (antes SIVA)
- Escuadrón Aéreo Foto Técnico
- Escuadrón de Aviones No Tripulados (ahora Escuadrón Aéreo 601)
- Escuadrón de Vigilancia Aérea BAM 1 Santa Lucía
  - Primera Escuadrilla de Vigilancia BAM 2 Ixtepec
  - Segunda Escuadrilla de Vigilancia BAM 8 Mérida
  - Tercera Escuadrilla de Vigilancia BAM 18 Hermosillo

#### Tercer Grupo Aéreo
- Escuadrón Aéreo 301 BAM 1 Santa Lucía, Estado de México
- Escuadrón Aéreo 302 BAM 1 Santa Lucía, Estado de México
- Escuadrón Aéreo 303 BAM 1 Santa Lucía, Estado de México
- Escuadrón Aéreo 502 BAM 1 Santa Lucía, Estado de México

#### Cuarto Grupo Aéreo
- Escuadrón Aéreo 102 BAM 7 Pie de la Cuesta, Guerrero
- Escuadrón Aéreo 103 BAM 15 Oaxaca, Oaxaca
- Escuadrón Aéreo 104 BAM 1 Santa Lucía, Estado de México.
- Escuadrón Aéreo 111 BAM 5 Zapopan, Jalisco

#### Quinto Grupo Aéreo
- Escuadrón Aéreo 105 BAM 5 Zapopan, Jalisco
- Escuadrón Aéreo 106 BAM 9 La Paz, Baja California Sur
- Escuadrón Aéreo 107 BAM 10 Culiacán, Sinaloa
- Escuadrón Aéreo 108 BAM 14 Escobedo, Nuevo León
- Escuadrón Aéreo 109 BAM 8 Mérida, Yucatán.
- Escuadrón Aéreo 110 BAM 13 Chihuahua, Chihuahua

#### Sexto Grupo Aéreo
- Escuadrón Aéreo 304 BAM 19 Ciudad de México.
- Escuadrón Aéreo 501 BAM 19 Ciudad de México.

### Otras Unidades no Aéreas de la Fuerza Aérea

#### Complejo Logístico Número Uno
- Cuarto Escalón de Mantenimiento Aéreo
- Cuarto Escalón de Mantenimiento Electrónico
- Tercer Escalón de Mantenimiento Aéreo
- Tercer Escalón de Mantenimiento Electrónico
- Depósito General Aéreo
- Depósito de Abastecimientos Técnicos Número Uno

## Grados y jerarquías
Los grados en la Fuerza Aérea Mexicana, de la misma forma que en el Ejército Mexicano, se clasifican en la escala jerárquica como: generales, jefes, oficiales y tropa (clases y soldados). La equivalencia de los rangos entre la Armada, la Fuerza Aérea y el Ejército de menor a mayor grado se distribuyen de la siguiente manera:
| Fuerza Aérea                      | Ejército                          | Armada                       |
| --------------------------------- | --------------------------------- | ---------------------------- |
| Soldado                           | Soldado                           | Marinero                     |
| Soldado de primera                | Soldado de primera                | Marinero de primera          |
| Cabo                              | Cabo                              | Cabo                         |
| Sargento segundo                  | Sargento segundo                  | 3.er maestre                 |
| Sargento primero                  | Sargento primero                  | 2.º maestre                  |
| Subteniente                       | Subteniente                       | Guardiamarina/primer maestre |
| Teniente                          | Teniente                          | Teniente de corbeta          |
| Capitán segundo                   | Capitán segundo                   | Teniente de fragata          |
| Capitán primero                   | Capitán primero                   | Teniente de Navío            |
| Mayor                             | Mayor                             | Capitán de Corbeta           |
| Teniente coronel                  | Teniente coronel                  | Capitán de fragata           |
| Coronel                           | Coronel                           | Capitán de navío             |
| General de Grupo                  | General Brigadier                 | Contralmirante               |
| General de Ala                    | General de Brigada                | Vicealmirante                |
| General de División               | General de División               | Almirante                    |
| Secretario de la Defensa Nacional | Secretario de la Defensa Nacional | Secretario de Marina         |

| Grado               | Insignia |
| ------------------- | -------- |
| General de División |          |
| General de Ala      |          |
| General de Grupo    |          |

| Grado            | Insignia |
| ---------------- | -------- |
| Coronel          |          |
| Teniente coronel |          |
| Mayor            |          |

| Grado       | Insignia |
| ----------- | -------- |
| Capitán 1.º |          |
| Capitán 2.º |          |
| Teniente    |          |
| Subteniente |          |

| Grado        | Insignia |
| ------------ | -------- |
| Sargento 1.º |          |
| Sargento 2.º |          |
| Cabo         |          |

| Empleo o distinción | Insignia |
| ------------------- | -------- |
| Soldado de 1.ª      |          |
| Soldado             |          |

Clases de Cadetes en planteles de educación militar de la Fuerza Aérea Mexicana
| Grado                   | Insignia |
| ----------------------- | -------- |
| Sargento 1.º de Cadetes |          |

| Grado                   | Insignia |
| ----------------------- | -------- |
| Sargento 2.º de Cadetes |          |

| Grado           | Insignia |
| --------------- | -------- |
| Cabo de Cadetes |          |

## Uniformes
|               |
| De ceremonias |

|                |
| Administrativo |

|         |
| Campaña |

|                  |
| Overall de vuelo |

|                        |
| Uniforme mantenimiento |

## Educación y adiestramiento

### Colegio del Aire

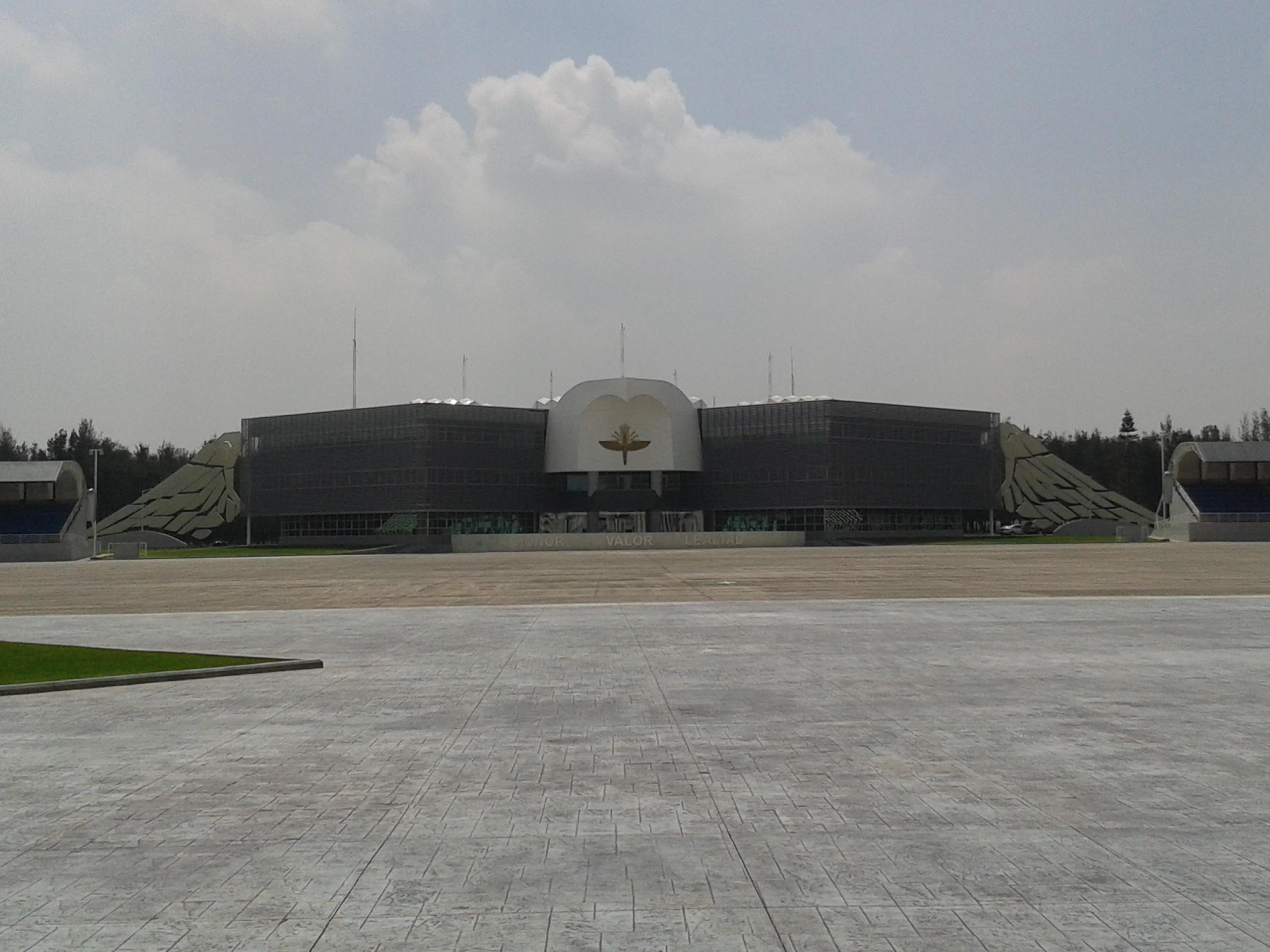
Edificio de gobierno del Colegio del Aire.

La Escuela Nacional de Aviación se inauguró en 1915, teniendo diferentes denominaciones hasta que el 9 de septiembre de 1959 se integró a las escuelas militares de meteorología, de mecánicos especialistas y de aviación, constituyendo el plantel educativo rector en educación militar aérea con el nombre de 'El Colegio del Aire'; orientado la formación de oficiales de la Fuerza Aérea. El Colegio del Aire es el conjunto de instituciones académicas de la Fuerza Aérea Mexicana y está conformado por tres escuelas: Escuela Militar de Aviación, Escuela Militar de Mantenimiento y Abastecimiento y la Escuela Militar de Especialistas de la Fuerza Aérea. En ellas se imparten los cursos de formación de Oficiales Pilotos Aviadores así como de Oficiales de las distintas especialidades técnicas de la FAM.

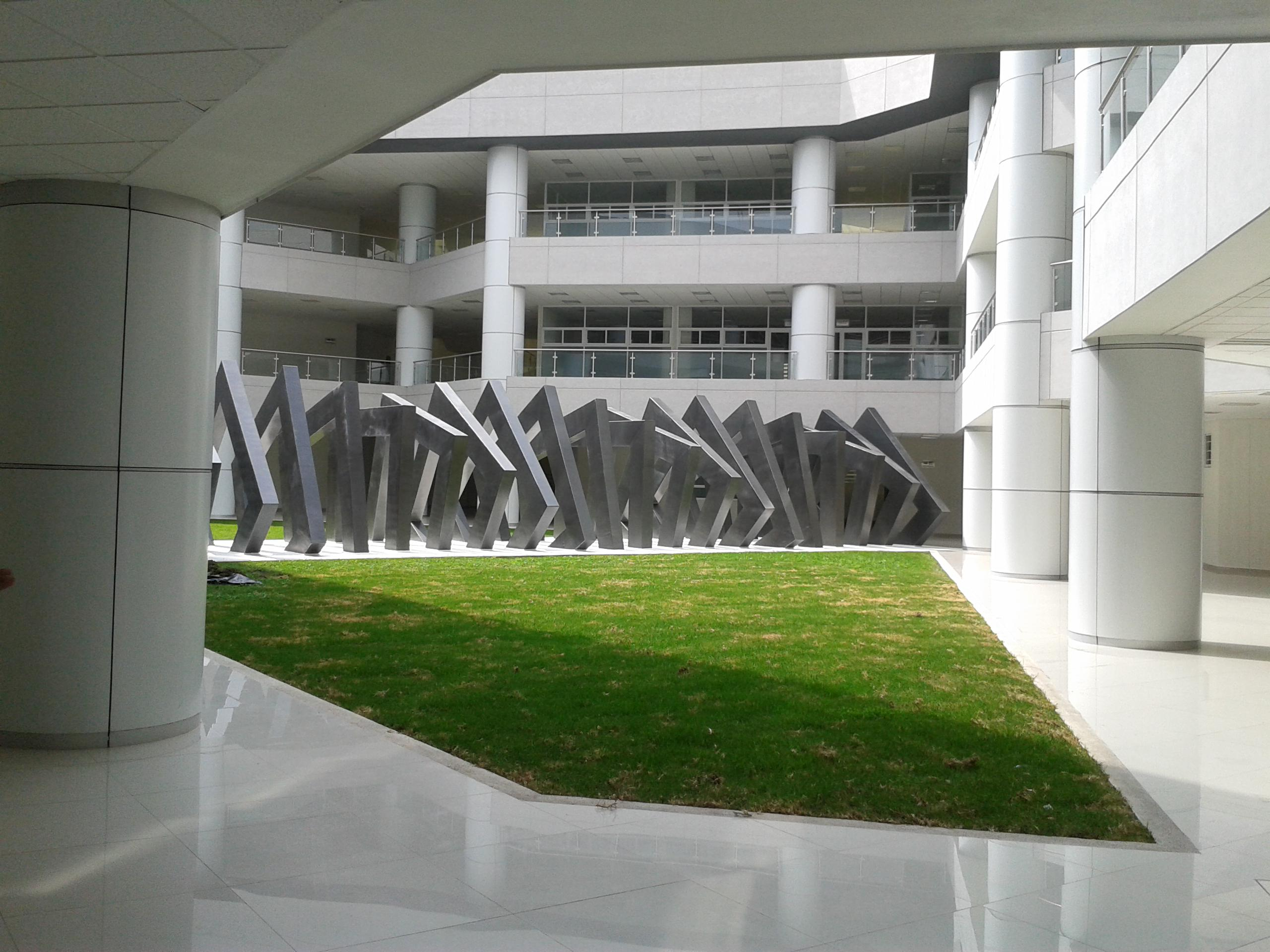
Patio interior del edificio de laboratorios del Colegio del Aire.

#### Escuela Militar de Aviación
El ingreso a la Fuerza Aérea se realiza a través del proceso de admisión a planteles militares que lleva a cabo cada año la Secretaría de la Defensa Nacional. Actualmente la FAM ofrece estudios de nivel superior en las que sobresalen la de Piloto Aviador Militar y la de Licenciado en Administración Militar. Estas constan de 4 años y utilizan las instalaciones del Colegio del Aire y la Base Aérea Militar n.º 5.
Durante la carrera existen actividades referentes a la formación militar que incluye materias como: Instrucción, Mando y Legislación Militar, Tiro y diversas actividades físicas enfocadas al entrenamiento básico y avanzado que caracteriza a un integrante de las Fuerzas Armadas; todos los cadetes son evaluados continuamente para comprobar el nivel de adiestramiento así como el grado de avance que se busca con cada módulo.
Las materias que se imparten para la formación de pilotos son entre otras: tácticas de las ramas de aviación, táctica general aérea, meteorología, navegación aérea, control de tráfico aéreo, radiocomunicaciones y cultura en general, aunado a aproximadamente 250 horas de vuelo. Durante el primer año, el adiestramiento es teórico. En el segundo año se emplean los aviones Cessna 182 estadounidenses para la instrucción en vuelo. En tercer año se emplean los aviones Grob G-120TP para acrobacia aérea y en cuarto año se emplean los aviones Pilatus PC-7 para adiestramiento de vuelo avanzado.
Dentro de cada una de estas etapas se les adiestra en acrobacia aérea, fase táctica, vuelo por instrumentos, vuelo visual de estima, radionavegación y formación de aeronaves, entre otras, mismas que van aumentando su complejidad conforme el cadete avanza de año.
La combinación de materias Militares y las propias a la carrera, garantizan la formación de Oficiales Pilotos Aviadores que estarán preparados para integrarse a los diversos organismos con los que cuenta la Fuerza Aérea Mexicana.

### Escuela Militar de Mantenimiento y Abastecimiento

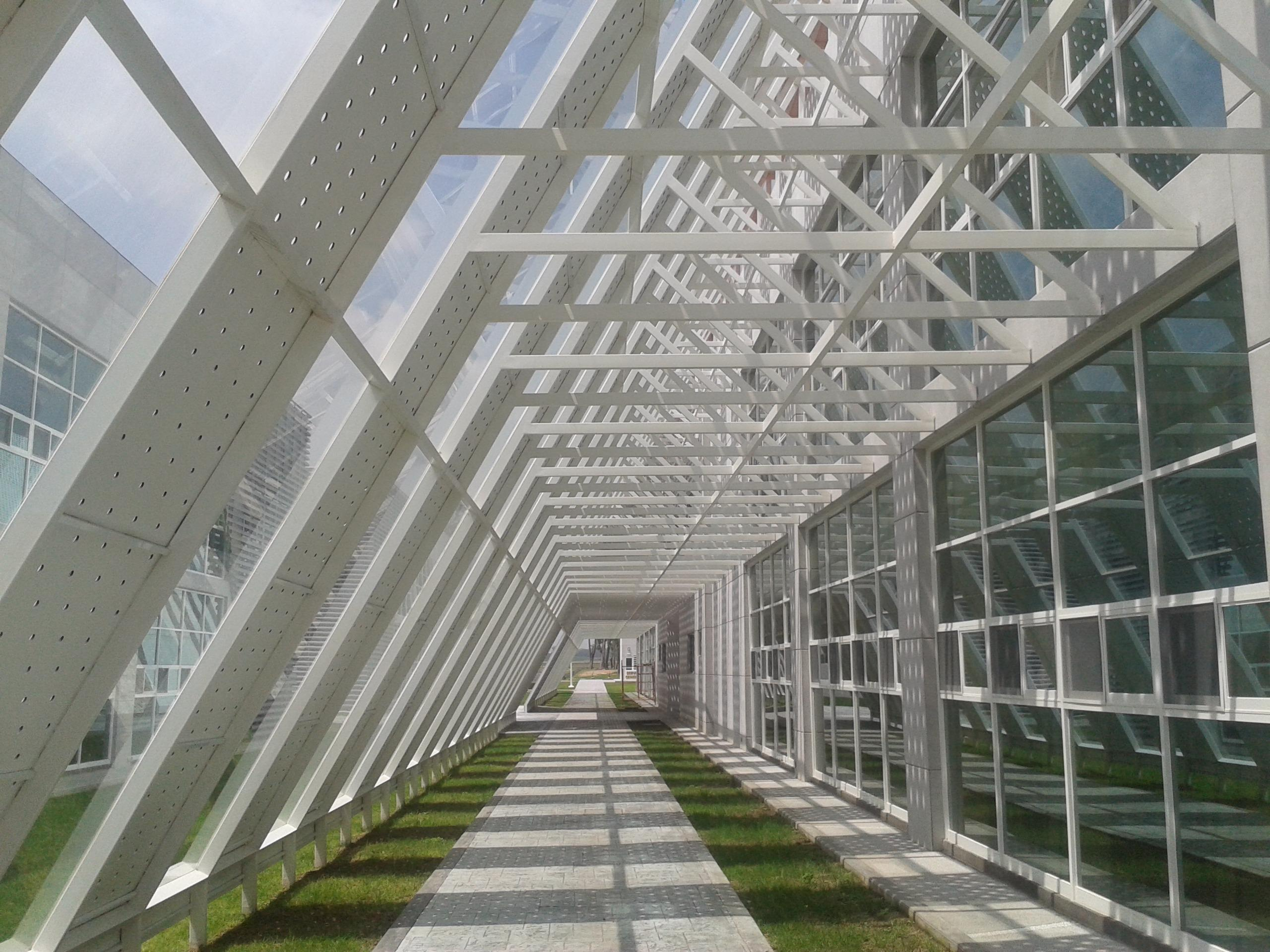
Exterior de los dormitorios de la Escuela Militar de Aviación

La Escuela Militar de Mantenimiento y Abastecimiento, es una institución educativa militar, de nivel superior, que tiene como misión, formar Oficiales Especialistas de Fuerza Aérea para satisfacer las necesidades que de este personal tienen las unidades, dependencias e instalaciones del Ejército y Fuerza Aérea Mexicanos.
En este plantel se forman Oficiales de Fuerza Aérea especialistas en mantenimiento de aviación, especialistas en electrónica de aviación, de armamento aéreo y abastecedores de material aéreo y Licenciados en Aeronáutica Militar.

### Escuela Militar de Especialistas de Fuerza Aérea
La Escuela Militar de Especialistas de Fuerza Aérea ofrece una beca integral con duración de cuatro años para la formación de Oficiales Meteorólogos y Controladores de Vuelo, obteniendo al graduarse el grado de Subteniente. Así como la licenciatura en Meteorología para Tenientes Aerologistas. Sus deberes son los de proporcionar información meteorológica y el control de las aeronaves militares o civiles.

### Escuela Militar de Aplicación Aero-táctica de Fuerza Aérea
Es un establecimiento de Educación Militar que tiene como misión capacitar y actualizar a los oficiales Pilotos Aviadores y de los Servicios de la Fuerza Aérea, para desempeñarse como auxiliares o asesores del mando en organismos tipo corporación.  Para cumplir con los objetivos de la escuela, se imparte el Curso de Aplicación y Adiestramiento Táctico (C.A.A.T.) y los que determine el Alto Mando del Ejército y Fuerza Aérea Mexicanos. Se encuentra ubicada en la BAM n.º 11 en Sta. Gertrudis, Chih. Esta escuela utiliza 12 aeronaves T-6C+ Texan.

### Escuela Militar de Tropas Especialistas de la Fuerza Aérea
La Escuela Militar de Tropas Especialistas de la Fuerza Aérea es un establecimiento de educación militar que tiene como misión el de formar sargentos segundos en mantenimiento de aviación, abastecimiento de material aéreo, electrónica de aviación y armamento aéreo. La escuela se encuentra ubicada en el campo militar N.º 37-D, Santa Lucía.

### Centro de Adiestramiento Especializado de la Fuerza Aérea
En este establecimiento se imparten cursos de especialización técnica para el personal de Servicios de la Fuerza Aérea así como adiestramiento recurrente en simuladores de vuelo para Pilotos Aviadores. Se encuentra ubicado en la BAM n.º 1 en Santa Lucía, estado de México.

## Composición
La Fuerza Aérea Mexicana se compone de Unidades organizadas, equipadas y adiestradas para las operaciones militares aéreas y está constituida por: Comandancia de la Fuerza Aérea, Estado Mayor Aéreo, Unidades de Vuelo, Tropas Terrestres de la Fuerza Aérea y Servicios.
Las Unidades de Vuelo son los componentes de la Fuerza Aérea, cuya misión principal es el combate Aéreo y las operaciones conexas, y que actúan en la forma peculiar que les impone la misión y el material de vuelo de que están dotadas.
Las unidades de vuelo se clasifican en pequeñas y grandes unidades y se constituyen con mando, órganos de mando, unidades de uno o varios tipos de material de vuelo y de los servicios
que les sean necesarios.
I. Las Pequeñas Unidades de vuelo son las Escuadrillas y los Escuadrones.
II. Las Grandes Unidades de vuelo son los Grupos, las Alas y las Divisiones.
Se organizarán además unidades de búsqueda y rescate, dotadas del material aéreo apropiado para realizar las actividades de localización, hallazgo y retorno a la seguridad, tanto de las personas víctimas de las operaciones y de accidentes aéreos u otra clase de desastre, como de los objetos que por su naturaleza lo ameriten.
Las tropas terrestres de la Fuerza Aérea son pequeñas unidades de arma y se constituyen con mando, órganos de mando, unidades y los servicios que sean necesarios, y comprenden escuadras, pelotones, secciones, compañías y batallones. Estarán destinadas fundamentalmente a actividades de protección de instalaciones aéreas.
Los Servicios son componentes del Ejército y Fuerza Aérea, que tienen como misión principal, satisfacer necesidades de vida y operación, por medio del apoyo administrativo y logístico formando unidades organizadas, equipadas y adiestradas para el desarrollo de estas actividades. Los Servicios quedan constituidos por órganos de dirección y órganos de ejecución.
- El Servicio Meteorológico tendrá a su cargo proporcionar al Ejército y Fuerza Aérea, la información Meteorológica, así como el resultado de los estudios sobre la materia que requieran. Estas actividades podrán coordinarse con las de otros organismos oficiales semejantes, además realizará la recepción, abastecimiento, instalación, operación y mantenimiento del material del Servicio. El Servicio Meteorológico, operará bajo la supervisión de la Comandancia de la Fuerza Aérea y su Director será un General perteneciente a dicho servicio.
- El Servicio de Control de Vuelo, tendrá a su cargo, despachar y coordinar los vuelos de las aeronaves del Ejército y Fuerza Aérea, así como establecer las medidas técnicas que garanticen la seguridad del vuelo. Estas actividades podrán coordinarse con las de otros órganos oficiales semejantes. Cuando así se requiera, constituirá parte de la infraestructura del sistema de control de operaciones de defensa aérea y de apoyo Aéreo-Táctico. El Servicio de Control de Vuelo, operará bajo la supervisión de la Comandancia de la Fuerza Aérea y su Director será un General Piloto Aviador.
- El Servicio del Material Aéreo tendrá a su cargo, el abastecimiento y mantenimiento del material de vuelo y de aquel otro que le es característico, y además realizará las actividades siguientes:
  - I. Diseñar, fabricar, recibir, almacenar, mantener, evacuar y recuperar el material de vuelo, así como aquel otro característico de la Fuerza Aérea y el del propio Servicio; y
  - II. Recibir, manejar, almacenar y distribuir los combustibles y lubricantes de la Fuerza Aérea.

| Formación         | Composición           | Número Total                                                |
| ----------------- | --------------------- | ----------------------------------------------------------- |
| Elemento Aéreo    | 1 o 2 aparatos aéreos |                                                             |
| Escuadrilla Aérea | 2 a 4 Elementos       | Dos Escuadrillas Independientes                             |
| Escuadrón Aéreo   | 2 a 4 Escuadrillas    | 26 Escuadrones                                              |
| Grupo Aéreo       | 2 a 6 Escuadrones     | 5 Grupos Aéreos y un Grupo de Transportes Presidenciales    |
| Ala               | 2 o más Grupos Aéreos | Una Ala de Combate y una Ala de Reconocimiento y Transporte |
| División Aérea    | 2 o más Alas          | No aplica                                                   |

## Flota

### Aérea
| Northrop F-5                                    | Reactor De Caza                                 | F-5E F-5F           | 8   | Estados Unidos | 5 a 6 unidades en condiciones de vuelo (4 F-5E y 2 F-5F). |   |
| Aviones de Entrenamiento y Ataque Ligero        |                                                 |                     |     |                | |   |
| Grob G-120                                      | Entrenador Básico                               | G-120TP             | 24  | Alemania       | |   |
| Pilatus PC-7                                    | Entrenador Avanzado                             | PC-7                | 63  | Suiza          | Activos en el Colegio del Aire y la Escuela Militar de Aplicación Aero-táctica de Fuerza Aérea |   |
| Beechcraft T-6 Texan II                         | Entrenador Avanzado y Ataque Ligero             | T-6C+               | 56  | Estados Unidos | | . |
| Aviones de Exhibición                           |                                                 |                     |     |                | |   |
| Boeing PT-13 Kaydet                             | Biplano De Exhibición                           | PT-17               | 3   | Estados Unidos | |   |
| Aviones de Transporte                           |                                                 |                     |     |                | |   |
| Lockheed C-130 Hercules                         | Transporte Táctico                              | C-130K L-382G       | 2 2 | Estados Unidos | |   |
| Boeing 737                                      | Transporte Táctico                              | B-737-200           | 1   | Estados Unidos | Fue entregado de segunda mano en 1982 junto con los veteranos aviones Boeing 727 para el transporte de personal militar y de personal del alto mando, actualmente labora en el EA-502 junto con los tres nuevos aviones Boeing 737 NG. |   |
| Boeing 737 Next Generation                      | Transporte Táctico                              | B-737-800           | 3   | Estados Unidos | Matrículas FAM-3526, FAM-3527 y FAM-3528. |   |
| CASA C-295                                      | Transporte Táctico                              | C-295M C-295W       | 6 2 | España         | |   |
| Alenia C-27J Spartan                            | Transporte Táctico                              | C-27J               | 4   | Italia         | |   |
| Aviones de Alerta Temprana y Guerra Electrónica |                                                 |                     |     |                | |   |
| Embraer 145 AEW&C                               | Alerta Temprana, Control Aero y ELINT           | E-99                | 1   | Brasil         | |   |
| Embraer 145 AEW&C                               | Alerta Temprana, Control Aero y ELINT           | R-99                | 2   | Brasil         | |   |
| Cessna Citation                                 | ISR (Inteligencia, Reconocimiento y Vigilancia) | Citation Eagle II   | 2   | Estados Unidos | |   |
| Aviones No Tripulados (UAV)                     |                                                 |                     |     |                | |   |
| Hydra Technologies S4 Ehécatl                   | Reconocimiento y Apoyo Táctico                  | S4                  | 10  | México         | |   |
| Hydra Technologies E1 Gavilán                   | Reconocimiento y Apoyo Táctico                  | E1                  | 1   | México         | |   |
| Aeronautics Defense Dominator                   | Reconocimiento Y Apoyo Táctico                  | Dominator XP        | 2   | Israel         | |   |
| Elbit Hermes 450                                | Reconocimiento y Apoyo Táctico                  | Hermes 450          | 3   | Israel         | |   |
| Elbit Skylark                                   | Reconocimiento y Apoyo Táctico                  | Skylark Mk.I        | 6   | Israel         | |   |
| Aviones de Observación y Reconocimiento         |                                                 |                     |     |                | |   |
| Beechcraft King Air                             | Observación                                     | C-90A               | 7   | Estados Unidos | |   |
| Cessna 206                                      | Observación y Vigilancia                        | 206H                | 13  | Estados Unidos | |   |
| Pilatus PC-6                                    | Reconocimiento y Transporte Ligero              | PC-6B               | 3   | Suiza          | |   |
| Beechcraft Super King Air                       | Observación                                     | 350I 350ER          | 6   | Estados Unidos | |   |
| Helicópteros de Combate                         |                                                 |                     |     |                | |   |
| MD Helicopters MD 500                           | Ataque, Escolta y Reconocimiento                | MD-530F             | 13  | Estados Unidos | 24 entregados en 1984 (20 MD-530F y 4 MD-530E). |   |
| Helicópteros de Transporte                      |                                                 |                     |     |                | |   |
| Bell 206                                        | Reconocimiento y Entrenamiento                  | B-206L III B-206B   | 22  | Estados Unidos | |   |
| Bell 407                                        | Transporte y Apoyo Aéreo                        | B-407GX             | 17  | Estados Unidos | 15 entregados |   |
| Bell 412                                        | Transporte, Apoyo Aéreo, Ambulancia Aérea       | B-412EP             | 9   | Estados Unidos | |   |
| Eurocopter EC725 Super Cougar                   | Transporte, Apoyo Aéreo y Utilitario            | EC-725              | 16  | Francia        | El EC-725 matrícula FAM-1009 derribado con un RPG en mayo del 2015, fue repuesto en el 2017 con una vesión más nueva denomindada *H225M*.                                                                                              |   |
| Sikorsky UH-60 Black Hawk                       | Transporte y Apoyo a Fuerzas Especiales         | UH-60L UH-60M       | 20  | Estados Unidos | 18 UH-60M / 2 UH-60L |   |
| Mil Mi-17                                       | Transporte, Ambulancia Aérea, SAR y Apoyo Aéreo | MI-171-V            | 18  | Rusia          | |   |
| Aviones de Transporte Ejecutivo                 |                                                 |                     |     |                | |   |
| Boeing 737                                      | Transporte Ejecutivo del Gobierno               | B-737-300 B-737-322 | 1 1 | Estados Unidos | |   |
| Bombardier Challenger 600                       | Transporte vip                                  | Challenger 605      | 1   | Canadá         | |   |
| Learjet 25                                      | Transporte vip                                  | L-25A               | 2   | Estados Unidos | |   |
| Gulfstream III                                  | Transporte vip                                  | C-20                | 5   | Estados Unidos | |   |
| Cessna Citation                                 | Transporte vip                                  | Citation 500 I      | 2   | Estados Unidos | |   |
| Beechcraft Super King Air                       | Transporte vip                                  | 200                 | 2   | Estados Unidos | |   |
| Helicópteros de Transporte Ejecutivo            |                                                 |                     |     |                | |   |
| Eurocopter AS332 Super Puma                     | Guerra submarina                                | AS-332 B1           | 4   | Francia        | |   |
| Eurocopter EC225 Super Puma                     | Guerra submarina                                | EC-225              | 2   | Francia        | |   |
| AgustaWestland AW109                            | Transporte Presidencial                         | AW-109 SP+          | 6   | Italia         | |   |

| Radar Terrestre AN/TPS-78 | - Radar terrestre de fácil transporte. - Se puede transportar en un solo avión C-130. - Se despliega en menos de 30 minutos. - Puede estar integrado totalmente en un solo vehículo. - Funciona las 24 horas del día con un alcance de 450 km. | Estados Unidos |  |
| Radar Terrestre GM-400 3D | - Radar terrestre de fácil transporte. - Puede estar integrado totalmente en un solo vehículo. - Ofrece a los operadores los datos propios de un vector (longitud, anchira y altitud), los operadores de radar reciben los datos de vector como latitud, longitud y altitud. Como el radar actualiza constantemente los datos, los operadores de radar deducen la trayectoria del objetivo. | Francia        |  |

### Terrestre
| Vehículo                        | Tipo                                                    | Origen                  | Imagen                  |                         |                         |                         |
| Vehículos de Transporte         | Vehículos de Transporte                                 | Vehículos de Transporte | Vehículos de Transporte | Vehículos de Transporte | Vehículos de Transporte | Vehículos de Transporte |
| ------------------------------- | ------------------------------------------------------- | ----------------------- | ----------------------- | ----------------------- | ----------------------- | ----------------------- |
| Chevrolet Suburban              | Transporte de personal                                  | Estados Unidos          |                         |                         |                         |                         |
| Jeep Wrangler                   | Transporte de personal                                  | Estados Unidos          |                         |                         |                         |                         |
| Ford F-150                      | Utiliario                                               | Estados Unidos          |                         |                         |                         |                         |
| Estación de Control Hermes 450  | Estación de Control HERMES 450 y Chasis Freightliner M2 | Estados Unidos          |                         |                         |                         |                         |
| Vehículos de Emergencia         |                                                         |                         |                         |                         |                         |                         |
| Chevrolet Express               | Ambulancia                                              | Estados Unidos          |                         |                         |                         |                         |
| Oshkosh E-One Titan 4x4         | Extinción de incendios                                  | Estados Unidos          |                         |                         |                         |                         |
| Camión de bomberos ENLUR        | Rescate y extinción de incendios                        | Estados Unidos          |                         |                         |                         |                         |
| Ford Super Duty                 | Rescate y extinción de incendios                        | Estados Unidos          |                         |                         |                         |                         |
| Chevrolet 3500                  | Rescate y extinción de incendios                        | Estados Unidos          |                         |                         |                         |                         |
| Chasis Freightliner M2          | Rescate y extinción de incendios                        | Estados Unidos          |                         |                         |                         |                         |
| Pipas                           |                                                         |                         |                         |                         |                         |                         |
| International 4300 Durastar 225 | Camión cisterna de 10 toneladas de combustible          | Estados Unidos          |                         |                         |                         |                         |
| International 4400 Durastar 310 | Camión cisterna de 20 toneladas de combustible          | Estados Unidos          |                         |                         |                         |                         |
| Vehículos de Apoyo en Tierra    |                                                         |                         |                         |                         |                         |                         |
| Fresia F60T                     | Tractor remolque ligero                                 | Italia                  |                         |                         |                         |                         |
| MJ-1B                           | Tractor para la colocación de armamento para el EA-401  | Estados Unidos          |                         |                         |                         |                         |
| Montacargas                     | Descarga                                                | Estados Unidos          |                         |                         |                         |                         |
| Ford F-350                      | Equipadas con escaleras para descenso de aeronaves      | Estados Unidos          |                         |                         |                         |                         |

## Armamento
| Arma                     | Tipo                                           | Origen                   | Usuario | Imagen                   |                          |                          |
| Cañones y Ametralladoras | Cañones y Ametralladoras                       | Cañones y Ametralladoras | Cañones y Ametralladoras | Cañones y Ametralladoras | Cañones y Ametralladoras | Cañones y Ametralladoras |
| ------------------------ | ---------------------------------------------- | ------------------------ | --- | ------------------------ | ------------------------ | ------------------------ |
| M-134D                   | Cañón rotativo                                 | Estados Unidos           | Operado desde helicópteros. |                          |                          |                          |
| Browning M2              | Ametralladora pesada                           | Estados Unidos           | Operada desde helicópteros. |                          |                          |                          |
| FN MAG                   | Ametralladora                                  | Bélgica                  | Operada desde helicópteros. |                          |                          |                          |
| Cañón M39                | Cañón revólver                                 | Estados Unidos           | - Avión F-5 Tiger II |                          |                          |                          |
| Fn Herstal Hmp-250       | Pod de ametralladora cal. 12.7mm               | Bélgica                  | - Avión Pilatus PC-7 - Avión T-6C+ Texan II - Helicóptero MD-530F - Helicóptero Mil Mi-17 - Helicóptero UH-60 Black Hawk                      |                          |                          |                          |
| Fn Herstal Hmp-400       | Pod de ametralladora cal. 12.7mm               | Bélgica                  | - Helicóptero EC-725 Cougar |                          |                          |                          |
| Bombas Aéreas            |                                                |                          | |                          |                          |                          |
| Mark 81                  | Bomba aérea                                    | Estados Unidos           | - Avión Pilatus PC-7 - Avión T-6C+ Texan II - Avión F-5 Tiger II                                                                              |                          |                          |                          |
| Mark 82                  | Bomba aérea                                    | Estados Unidos           | - Avión Pilatus PC-7 - Avión T-6C+ Texan II - Avión F-5 Tiger II                                                                              |                          |                          |                          |
| Mark 83                  | Bomba aérea                                    | Estados Unidos           | - Avión F-5 Tiger II |                          |                          |                          |
| Mark 84                  | Bomba aérea                                    | Estados Unidos           | - Avión F-5 Tiger II |                          |                          |                          |
| Misiles                  |                                                |                          | |                          |                          |                          |
| AIM-9 Sidewinder         | Misil aire-aire termodirigido de corto alcance | Estados Unidos           | - Avión T-6C+ Texan II - Avión F-5 Tiger II                                                                                                   |                          |                          |                          |
| Lanza Cohetes            |                                                |                          | |                          |                          |                          |
| Fn Herstal Lau-68        | Lanzacohetes 7 bocas de 70 mm                  | Bélgica                  | - Avión Pilatus PC-7 - Avión T-6C+ Texan II - Avión F-5 Tiger II - Helicóptero MD-530F - Helicóptero UH-60 Black Hawk - Helicóptero Mil Mi-17 |                          |                          |                          |
| FZ (Thales) FZ225        | Lanzacohetes 19 bocas de 70 mm                 | Bélgica                  | - Avión F-5 Tiger II - Helicóptero UH-60 Black Hawk - Helicóptero Mil Mi-17 - Helicóptero EC-725 Super Cougar                                 |                          |                          |                          |
| Armamento Individual     |                                                |                          | |                          |                          |                          |
| FX-05 Xiuhcoatl          | Fusil de asalto                                | México                   | Operado por personal de las fuerzas especiales.                                                                                               |                          |                          |                          |
| Heckler & Koch G3        | Fusil de combate                               | Alemania                 | Operado por personal de las fuerzas especiales.                                                                                               |                          |                          |                          |

### Fotografías y vídeos de la FAM
- Página oficial de la Feria Aeroespacial Mexicana
- Airliners.com
- FSMEX. COM

- Datos: Q1472842
- Multimedia: Air force of Mexico / Q1472842